# Florești
Florești (în rusă Флорешты, transliterat: Floreștî) este reședința raionului Florești, situat în zona nord-est Republicii Moldova. Prima mențiune a localității apare în anul 1588. Denumirea istorică este Rădiul Florilor.
Populația orașului, la 1 ianuarie 2011, era de 15.400 locuitori.

## Etimologie
Denumirea orașului Florești reprezintă oiconim antroponimic, derivat cu form. -ești „al lui Florea”, Floreștii însemnând la origine „oameni trăitori pe moșia (în satul) lui Florea”.

## Geografie

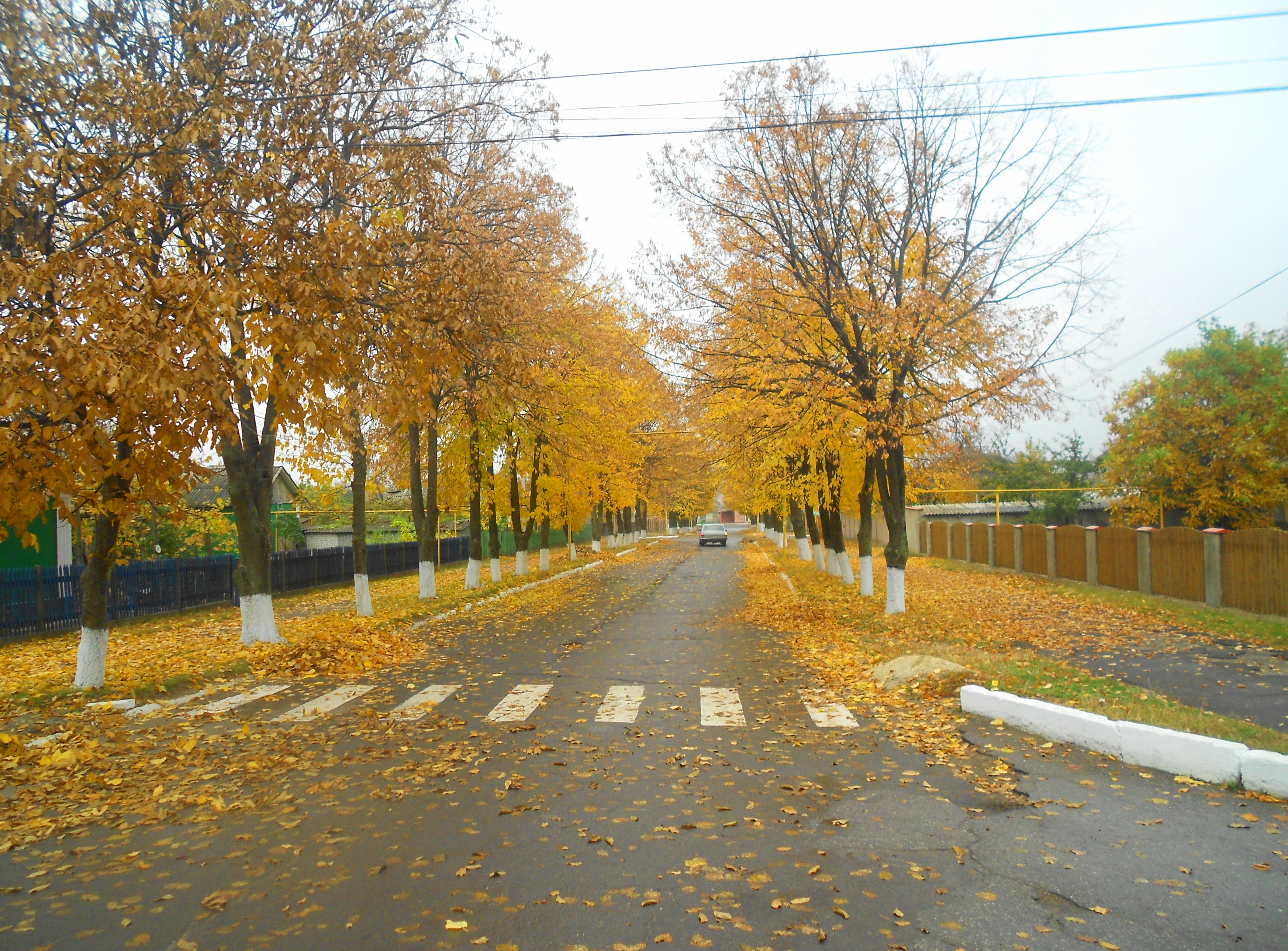
O stradă din oraș

Orașul se află în nord-estul Republicii Moldova, pe malul râului Răut.
Florești - vechi sat, ulterior târg boieresc, ca mai apoi să devină ocol, pe urmă plasă a județului Soroca, astăzi oraș, centru raional - este situat pe malul stâng al râului Răut, la intersecția căii ferate Bălți-Râbnița cu șoseaua Națională Soroca-Bălți, la 131 km depărtare de capitala Republicii Moldova - orașul Chișinău. Florești are o floră și o faună de stepă, solul este de cernoziom, iar pe malurile Răutului se află stânci și toltre de calcar, fiind un peisaj pitoresc. În partea de est a orașului (partea veche) este un lac de acumulare pe Răut și un pod construit in 1913. Fondul locativ îl constituie case particulare cu 1-2 niveluri și blocuri locative, majoritatea blocurilor locative fiind construite in perioada sovietică, având de la 2 la 5 niveluri. Acestea se afla în partea de centru si de vest a localității. După anul 2005 s-au dat în exploatare unele blocuri noi parter+4 niveluri, situate pe străzile Mihai Viteazul, Ion Creangă și Ștefan cel Mare. Cele mai frumoase locuri din oraș sunt parcul central, malurile Răutului, clădirea Gării feroviare, Restaurantul Central de pe str. 31 August, Muzeul de Istorie și Casa de Cultură.
Orașul Florești este despărțit de satul Vărvăreuca de râul Răut.

## Istorie

### Atestare
Geneza apariției civilizațiilor arhaice a fost mai întotdeauna interpretată ca o simbioză strâns legată de relieful geografic și natura înconjurătoare. Astfel, marile civilizații antice cum ar fi cea babiloniană, egipteană sau hindusă au avut drept nucleu de propulsare în timp apele curgătoare ale unor râuri care au vitalizat încontinuu ascensiunea lor. Același principiu al utilității geografice a condiționat apariția primelor comunități străvechi și pe acest teritoriu, datorită prezenței râului Răut.
Din păcate, puțini floreșteni sunt conștienți de faptul că își duc traiul urmând o continuitate elastică de populare a acestor teritorii care își are limita cronologică fixată la 40 de mii de ani înaintea lui Hristos. Drept mărturie a acestui fapt servesc rămășițele a celor circa 100 de așezări omenești din paleolitic și cea a bronzului depistate în urma cercetărilor arheologice începute la Florești în 1956. O importanță deosebită o au investigațiile reputatului arheolog V. Marchevici, care a reușit să localizeze integral etapele unui masiv areal cultural care este cunoscut în domeniile de specialitate sub denumirea de Aiud – Cucuteni – Tripolie. Nucleul acestei culturi paleolitice duce cu sine informații uimitoare despre zorile spirituale ale umanității. În ceea ce privește actuala localitate Florești , toponimicul și prima sa atestare documentară suscită și astăzi un șir de controverse, elucidarea cărora va oferi o imagine definită apariției în timp a localității date. Despre prima atestare documentară a Floreștilor sunt cunoscute trei variante:
- Septembrie 1552-13 noiembrie 1561 - anii domniei lui Alexandru Lăpușneanu (se citesc fragmente cu atestarea antroponimului Florea).
- 23 aprilie 1580 (consemnare de către cercetătorul istoric V. Nicu în culegerea sa, sursa citată menționându-l pe Florea, fără vreun calificativ topografic)[4]
- 20 august 1588 (data oficial sărbătorită)

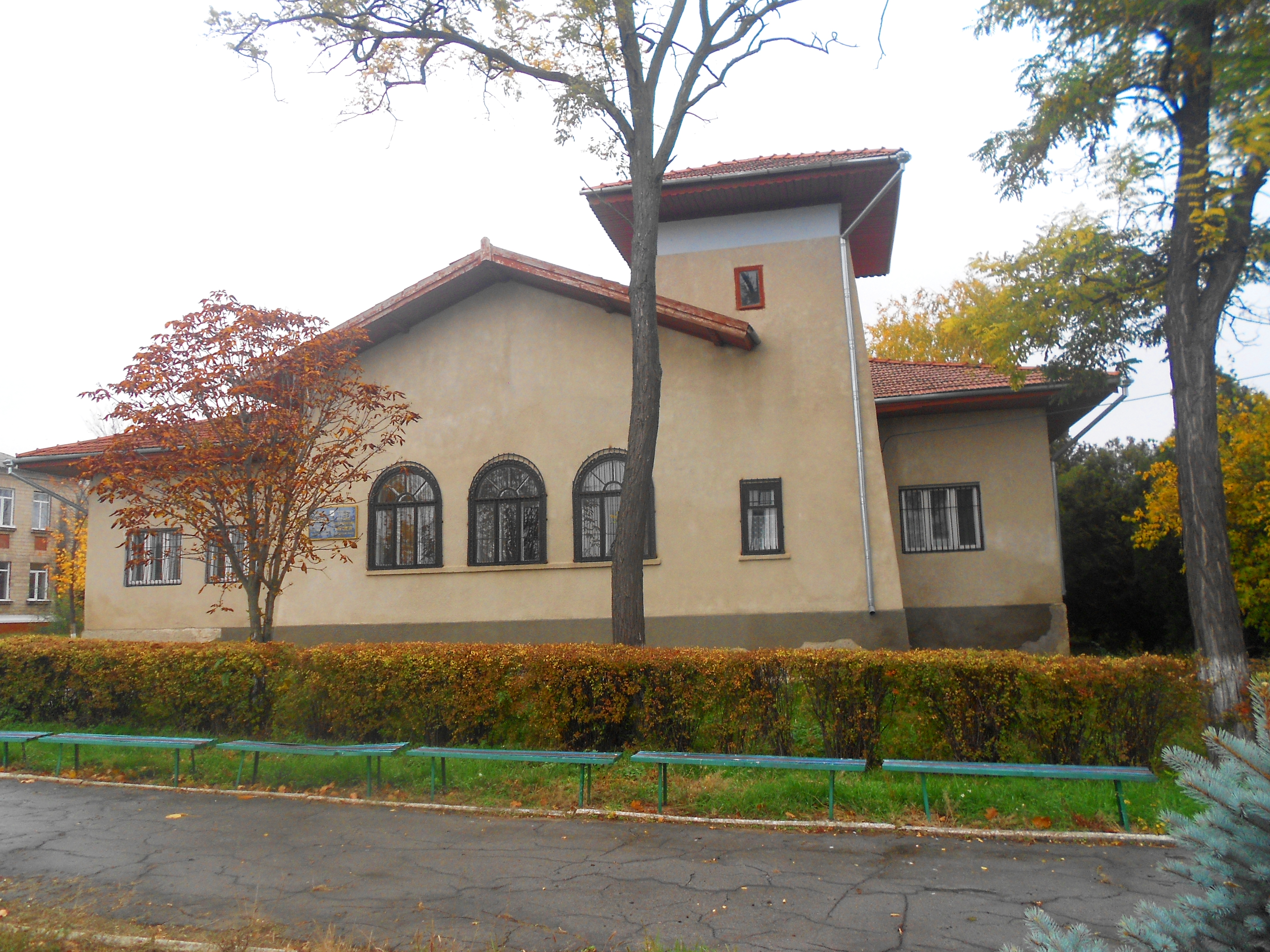
Muzeul orașului

În uricul din 20 august 1588, prin care domnului Moldovei Petru Șchiopu dărui lui Andrei, hatman de Suceava, satul Zăvădinele care fost moșie domnească. Dar după prima întărire, unele sate nu a fost de acord cu hotarele moșiei și s-a făcut o nouă hotărnicie, menționându-se mai multe sate, puncte geografice de reper, inclusiv și Rediul Florii:
„Din mila lui Dumnezeu, noi Io Petru Voevod, domn al Țării Moldovei. Facem cunoscut cu această carte a noastră, tuturor celor ce o vor vedea sau o vor auzi cetindu-se, că acest adevărat al nostru credincios și cinstit boier, jupan Andrei hatman ne-a slujit drept și credincios. De aceia noi, văzând slujba lui dreaptă și credincioasă către noi, i-am miluit pe dânsul, cu deosebita noastră mila și i-am dat și l-am miluit pe dânsul dela noi, în țara noastră, în Moldova, cu un sat anume Zăvădinele, care este în ținutul Sorocii, ... pe amândouă părțile Răutului.

...

De aceia, i l-am făcut uric acest sat, ca să-i fie lui dela domnia mea sat și ocina cu tot venitul și cu întreg hotarul, pentru ca i l-am dat lui, pentru vislujenia lui, ce a slujit domniei mele și țării domniei mele. Iar apoi, s'au sculat niște sate, anume Budaeștii și Heciul și alte sate, ce sunt inprejurul Zăvădinelor și ni s'au plâns și și-au cerut hotarnic pe credinciosul nostru Danciul fost pârcălab, ca să le hotărnicească lor dinspre satul Zăvădine. Astfel, când le-a hotărnicit lor Danciul fost pârcălab, ei nu s'au mulțumit, ci iarăși au cerut dela noi alt hotarnic, pe credinciosul nostru Cohană spătar. Astfel, așa a mărturisit înaintea noastră credinciosul nostru Cohană spătar ca a strâns oameni buni și bătrâni și cu megieșii lor de primprejur și au început sa le hotărnicească și să le pună stâlpi. Cel dintâi hotar, în Movila cea Mare, în jos de Cheldea, ... de acolo alt stâlp, unde se împreuna hotarul satului Zăvădinelor cu hotarul satului lui Beliciu vatag, la vârful Sângereilor, de acolo drept in jos, unde seimpreura vane, care vin din țărână Bobenilor dinspre Solonet, iar de acolo, la movila unde este vârful Odăilor, dinspre Soloneț si de acolo peste valea Miceștilor, în pisc, iar de acolo la vârful Rediului Florilor, la marginea drumului, care este în deal și de acolo drept la vârful dealului, la obârșia Bârsanilor...

...

Iar pentru mai mare putere și întărire a toate acestor mai sus scrise, am poruncit credinciosului și cinstitului nostru boier, jupan Lupul Stroici mare logofăt, să scrie și să atârne pecetea noastră la aceasta adevărata carte de seama noastră.

A scris Roșca uricar în Iași, in anul 7096 <1588> August 20.”
Toponimicul orașului are și el la baza sa câteva variante. Același V. Nicu amintește în culegerea sa despre un pisc foarte pitoresc din localitatea noastră, care se numea la fel de pitoresc Rediul Florilor. Doamnele Vera Leșan și Tatiana Lungu, care sunt surori și originare din Florești, au memorizat o mică legendă de la mama lor Anastasia Mihalache despre proveniența localității noastre: “Cică, ar fi trăit cândva, demult tare, aici Varvara, o doamnă foarte bogată și frumoasă care avea în proprietate pământuri întinse pe ambele maluri ale Răutului unde la porunca ei s-au sădit foarte multe flori care au și dat denumirea de Florești pe o parte a râului și de Vărvăreuca pe cealaltă”.
De asemeni, numele unui demnitar medieval Florea se discută ca o ipoteză a unui eventual transfer de nume asupra proprietății deținute de către acesta în regiunea actualei localități. Se știe, însă, în mod cert că în sec. XVII acest sat cu împrejurimile sale făcea parte din moșia lui Miron Costin, cunoscut cronicar și om de stat. 

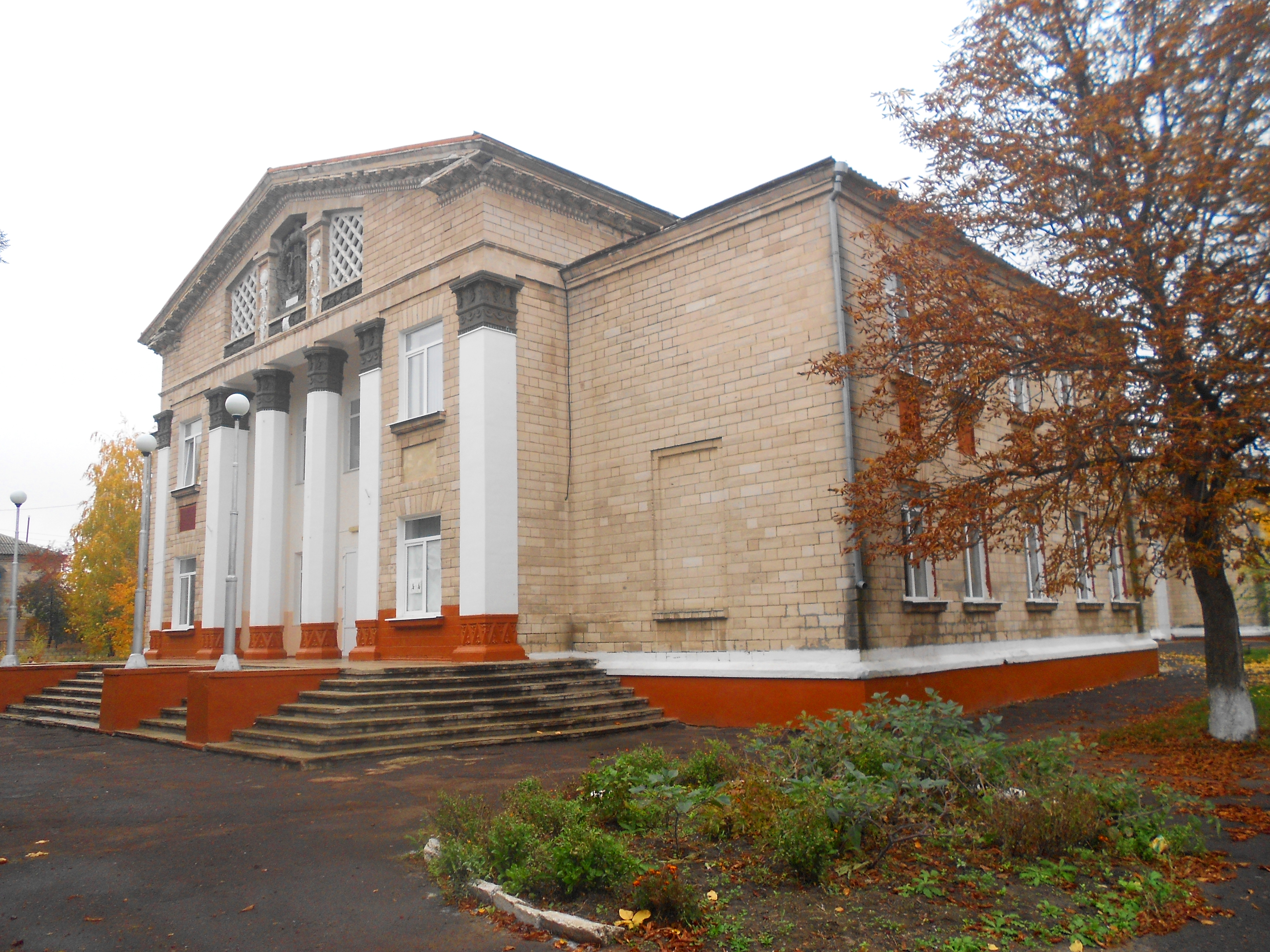
Casa de cultură

### Epoca modernă
După 1812, când Moldova dintre Prut și Nistru a fost anexată la Imperiul Rus, Florești devine proprietatea general-maiorului Simion Starov.
În continuare vom schița apariția și evoluția principalelor instituții din localitate urmărind extinderea sa din această perspectivă. Flacăra creștinătății capătă loc de rugăciune (existent și astăzi în Florești) prin Biserica Sfântului Nicolae, construită din lemn și acoperită cu stuf în anul 1807. Era preconizată pentru cântarea morților la cimitir. În 1889 a fost reconstruită. În 1853 este construită o altă biserică din piatră cu hramul Sf. Mitrofan de Voronej. În biserică la 1908 se păstra un fragment de moaște ale lui Ioan de Suceava. Arhitectura bisericii este în stil grecesc. În 1862 se deschide școala parohială cu predare în limba rusă, iar după reformele burgheze din Basarabia în 1873 e deschisă o școală și un spital de zemstvă. Ca urmare a importanței sale pe plan local în 1879 se înființează Poșta de Zemstvă Florești.

### Epoca contemporană

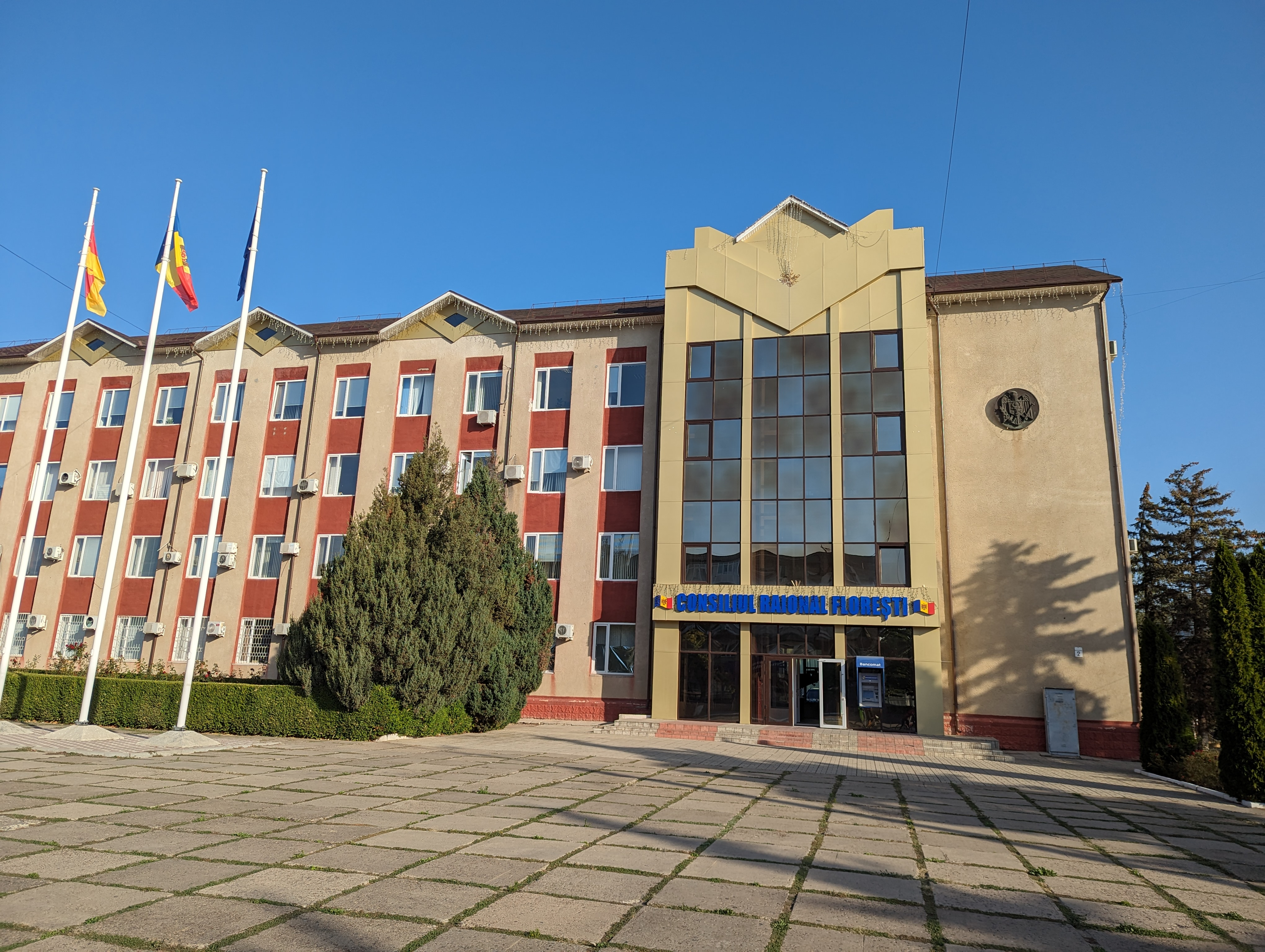
Consiliul raional

Începutul sec. XX, care în toată lumea și-a marcat startul printr-o uimitoare avansare tehnologică, se face simțit în Florești din 1905, când începe a funcționa o linie de legătură telefonică, iar din 1909 – de legătură telegrafică. În 1909-1913 la șantierul naval Nicolaev a fost construit podul cel mare peste Răut. O înviorare a vieții culturale o putem depista în Florești în perioada anilor 1918 - 1940, când apare Școala Primară, una de 7 ani, Gimnaziul Ion Duca și Școala Medie Mixtă. În 1928 în Florești începe a funcționa Federala și Regia (Fabrica de fermentare a tutunului).
Odată cu anul 1940 începe calvarul deportărilor, persecuțiilor, ce dublează tragedia celui de-al Doilea Război Mondial. În condițiile anului 1946, când se putea intercepta deja viitoarea criză de foame, localitatea capătă statutul oficial de oraș. Totodată, datorită existenței nodului feroviar, gara orașului proaspăt oficiat devine martora celui de-al doilea val de deportări. Evoluția de mai departe a orașului poate fi văzută și analizată după extinderea sa contemporană atât în domeniul locativ cât și în plan economic. Trecutul istoric însă rămâne a fi omniprezent prin existența Muzeului de Istorie si Etnografie. Chiar și prezența drumurilor pavate cu piatră, starea cărora este mult mai funcțională decât cea a drumurilor asfaltate de astăzi, ne vorbește clar despre vremurile de odinioară. Monumentele existente în orașul Florești sunt memoria vie a evenimentelor și perioadelor istorice faste ori nefaste: bustul cronicarului Miron Costin, Columna Independenței, monumentele întru comemorarea victimelor deportărilor în Siberia, a celor căzuți în al doilea Război Mondial, în timpul invaziei sovietice din Afganistan, sau a celor ce au luptat pentru integritatea Republicii Moldova împotriva separatiștilor transnistreni. Un gest de consemnare de către urmași a prefacerilor și atitudinii prezente față de locul natal îl constituie consfințirea lui prin vechile tradiții medievale urbanistice - Stema, Drapelul și Imnul orașului Florești adoptate prin Hotărârea Consiliului orășenesc din 11 octombrie 2001.

## Demografie
Conform recensământului din 1989, Floreștiul avea 18.234 locuitori. La data de 1 ianuarie 2006 avea 13.100 locuitori. Până astăzi populația a crescut puțin, depășind numărul de 15.000 locuitori. Dintre aceștia, aproximativ 80% sunt moldoveni-români, 10% ucraineni.

### Structura etnică

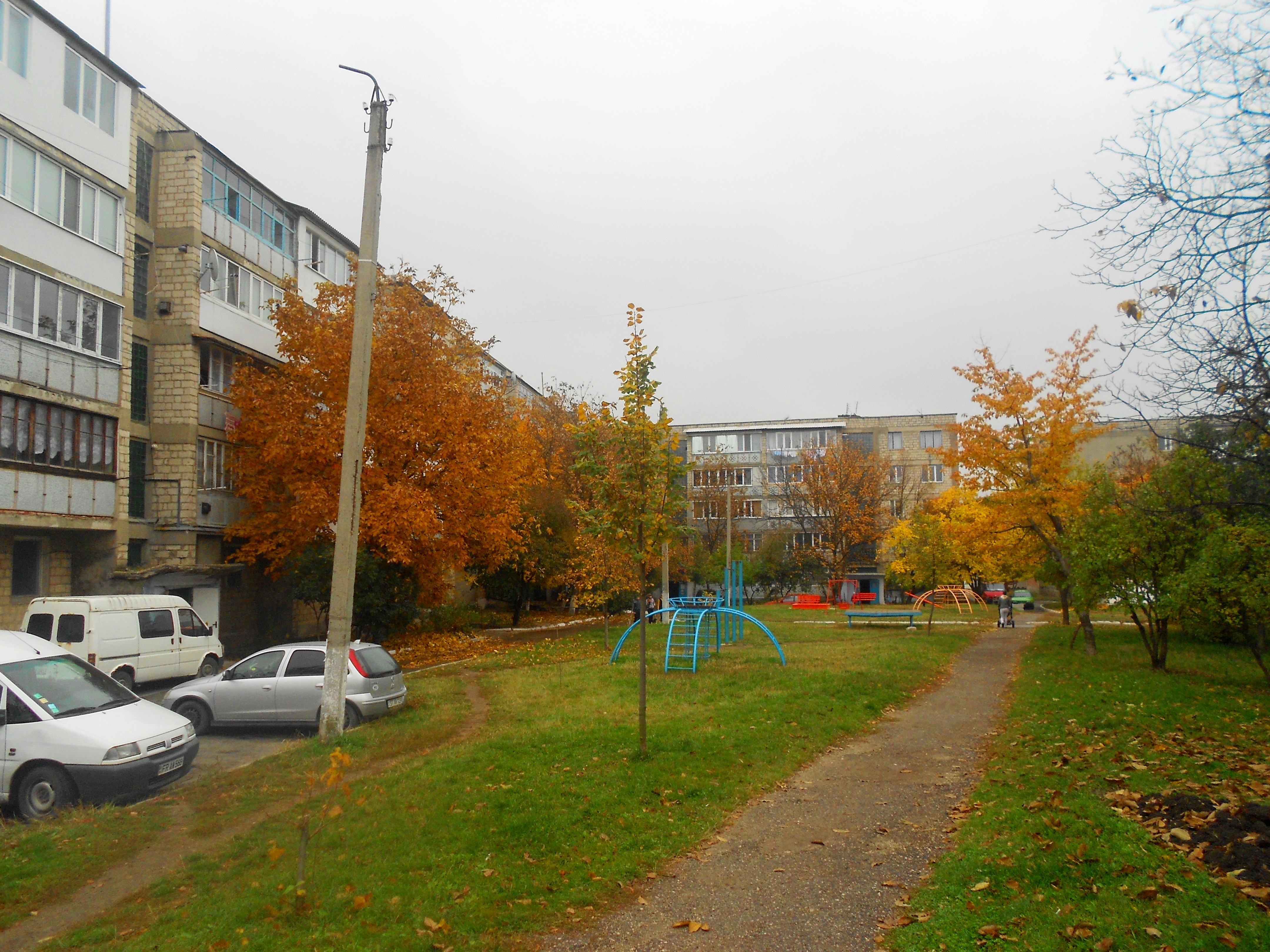
Blocuri locative

Structura etnică a orașului conform recensământului populației din 2004:
| Grup etnic | Populație | % Procentaj |
| ---------- | --------- | ----------- |
| Moldoveni  | 10.587    | 80,42%      |
| Ucraineni  | 1.332     | 10,12%      |
| Ruși       | 1.015     | 7,71%       |
| Țigani     | 55        | 0,42%       |
| Bulgari    | 22        | 0,16%       |
| Evrei      | 17        | 0,13%       |
| Găgăuzi    | 15        | 0,11%       |
| Polonezi   | 14        | 0,10%       |
| Alții      | 107       |             |
| Total      | 13.164    | 100%        |

### Religia
Lăcașuri de cult din oraș

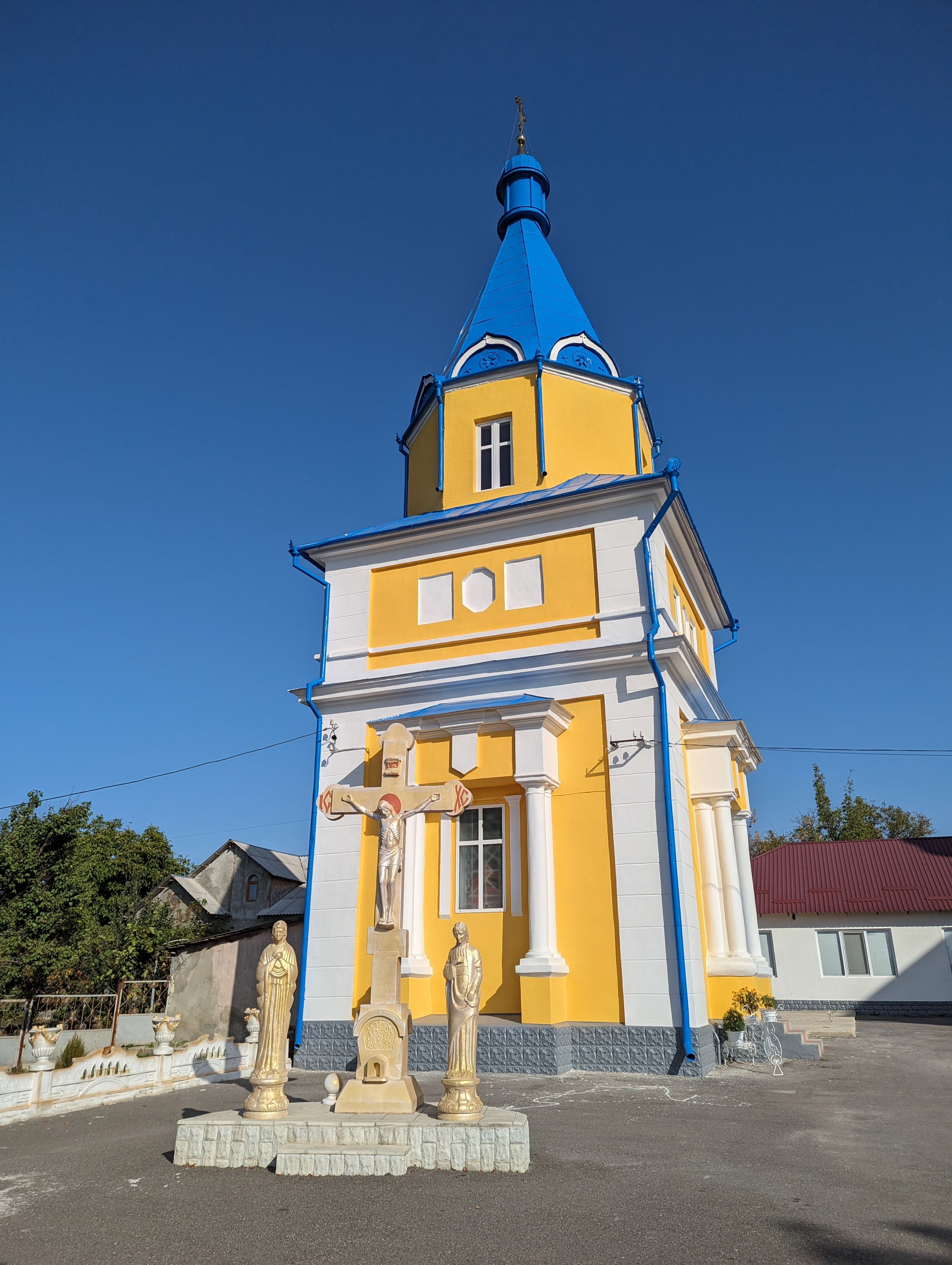
Catedrala „Sfântul Mitrofan”
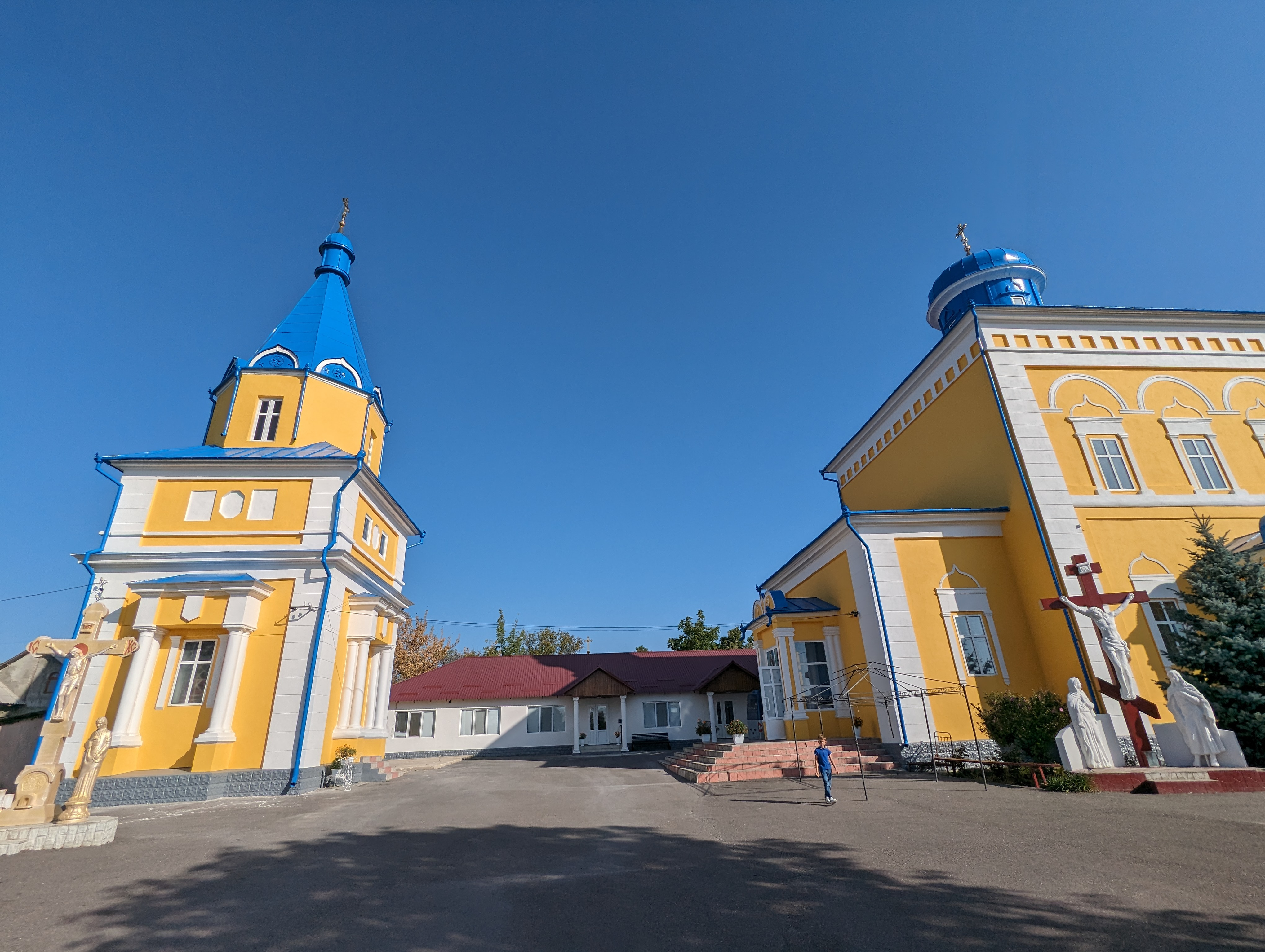
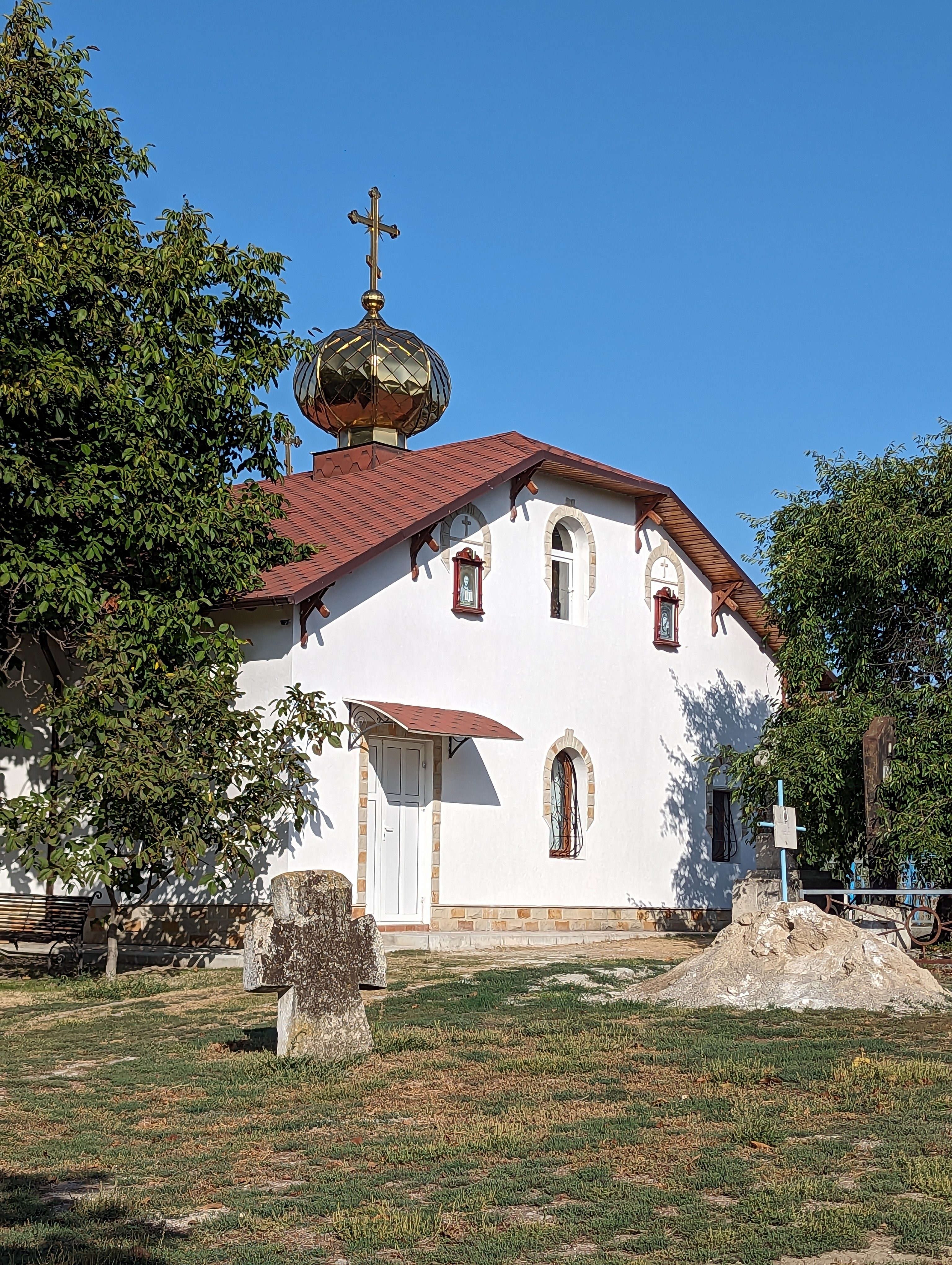
Biserica „Sfântul Nicolae”
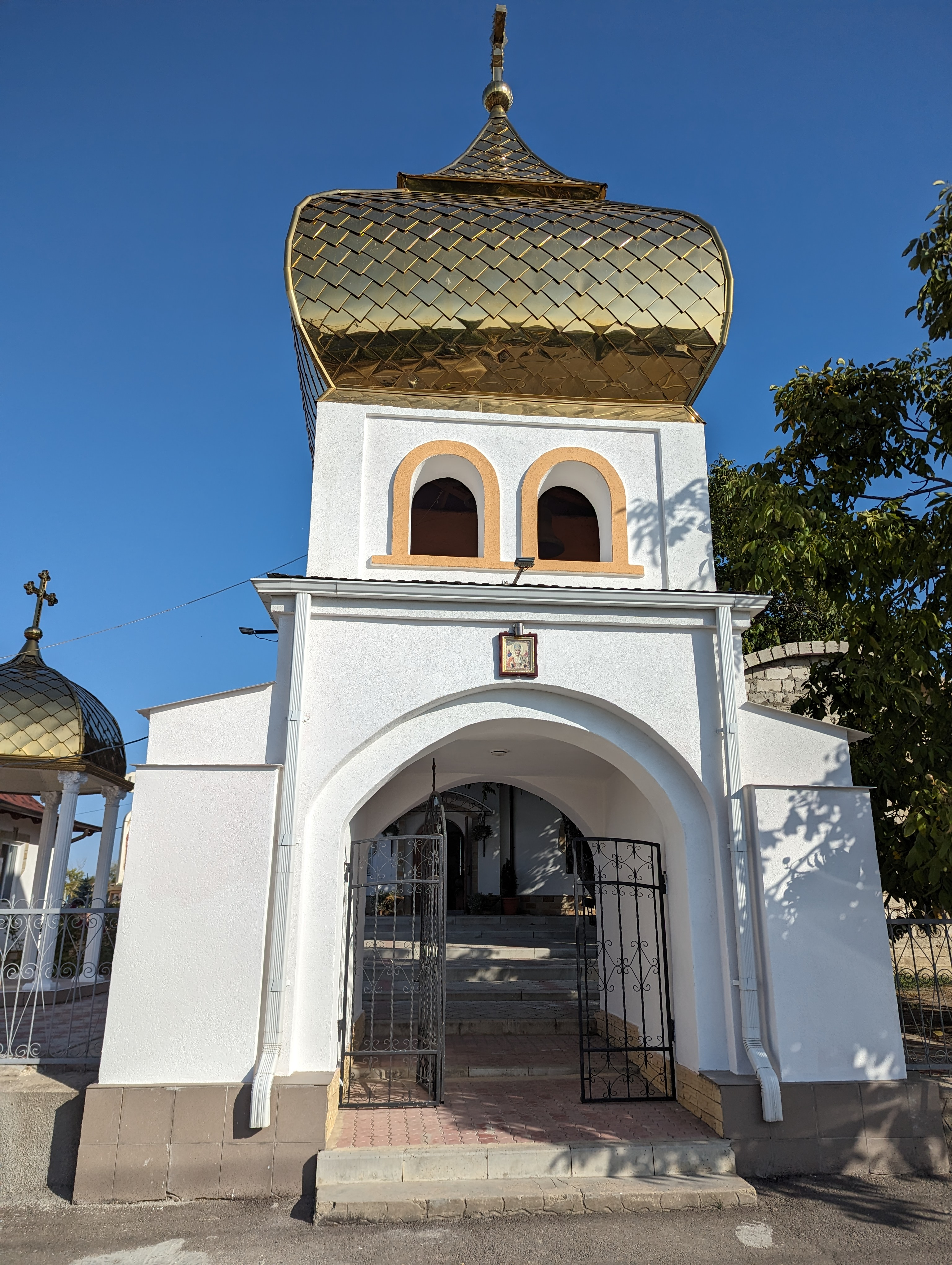
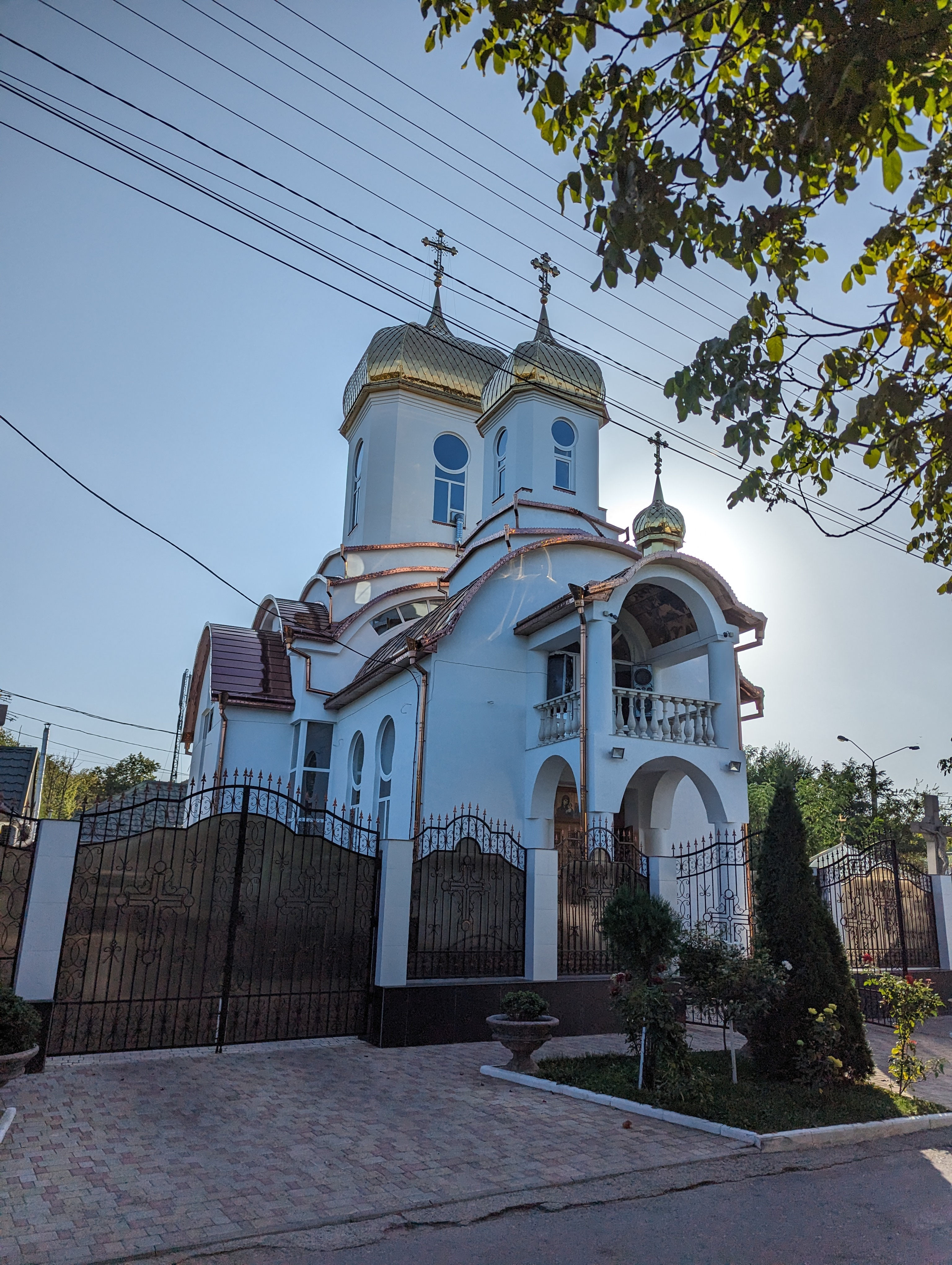
Biserica „Înălțarea Domnului”
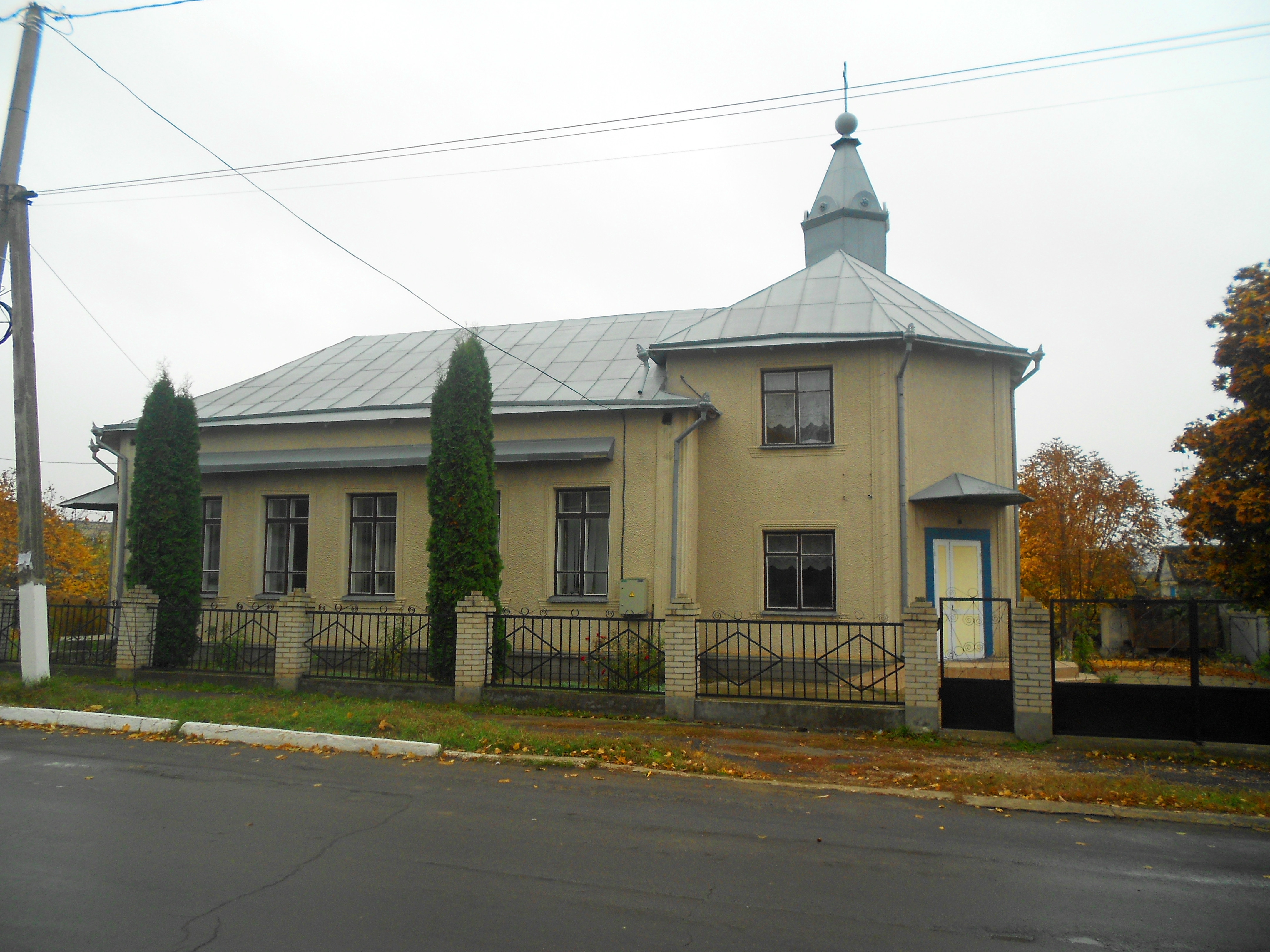
Biserica adventistă

## Economie

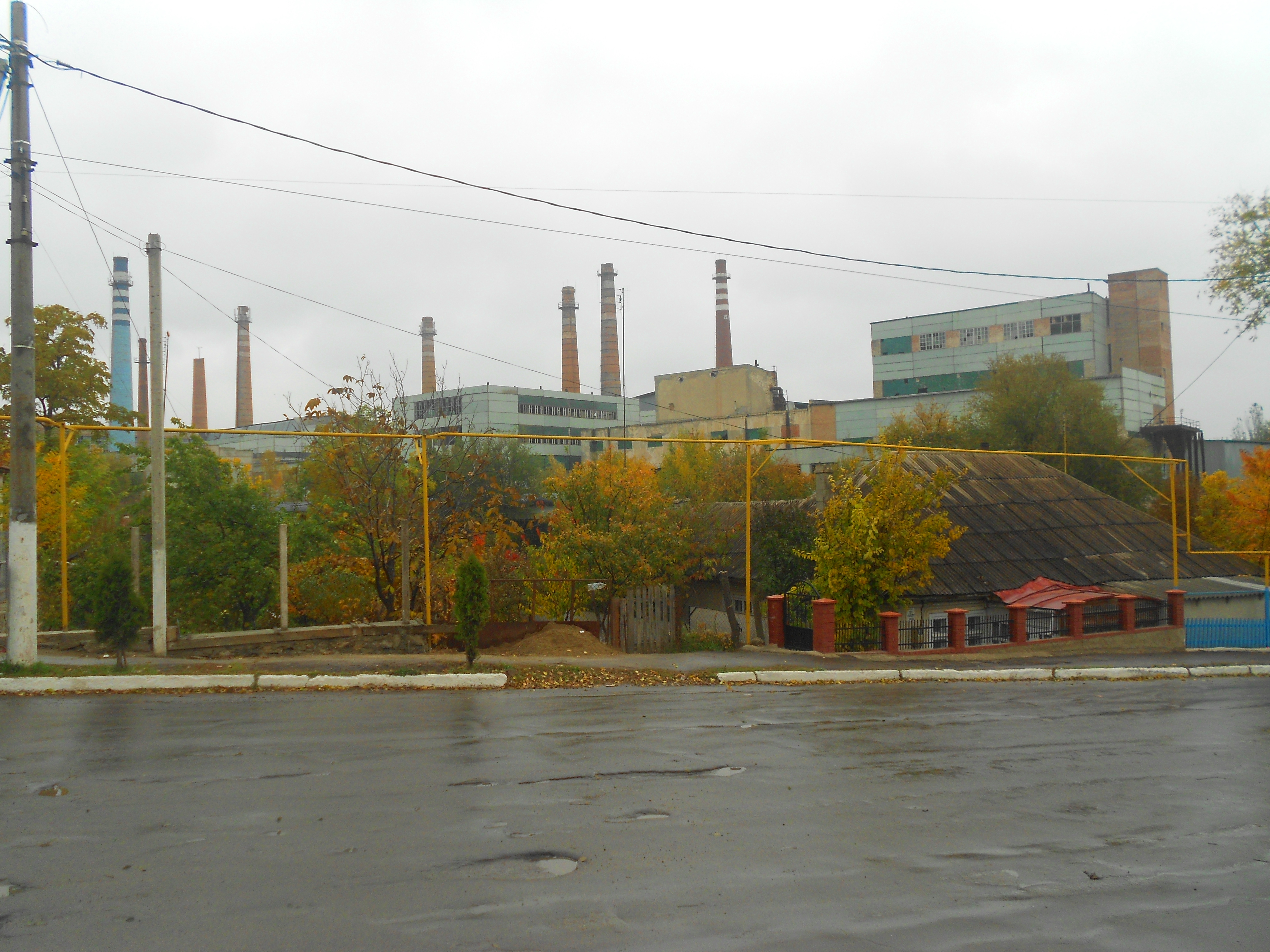
S.A. „Cristal-Flor”

Este un centru al industriei alimentare și al industriei ușoare. Cea mai importantă întreprindere este fabrica de sticlă S.A. „Cristal-Flor”. Până la independență, funcționa fabrica de tutun, cea mai veche întreprindere din localitate, însă astăzi se află într-o stare deplorabilă. În oraș mai activează o uzină de utilaj termotehnic, fabrica de croitorie „Floriana Fashion”, în colaborare cu agenți străini (în special cu italienii), fabrica de conserve „Natur Bravo”, renumita fabrică de dulciuri S.R.L. „Nefis”, fabrica de unt „Pro Milk”, cunoscută pentru produsele sale în toată Moldova.
În oraș funcționează în jur de 3000 agenți economici, în special privați. Astfel, după anii 2000, pe străzile Floreștiului apar foarte repede multe centre comerciale, magazine, puncte de deservire, centre medicale private, birouri notariale, ș.a.m.d. Deși centrul orașului se consideră a fi intersecțiile străzilor Ștefan cel Mare cu Miron Costin, bd. Victoriei cu Dacia, totuși toată pulsația urbei se simte mai la sud, de-a lungul străzii 31 August, de la intersecția cu str. Ștefan cel Mare până la str. Gării, aici fiind amplasate majoritatea magazinelor importante, bănci precum „Moldincombank”, „ProCreditBank”, „Fin-Com-Bank”, „Energ-Bank”, „Mobias Banca” ș.a. Tot aici este situat sediul S.A. „Moldtelecom-Florești”, aflându-se locul pieței centrale și a 2 restaurante populare.
Tot în Florești se află și o filială a ”RED-Nord”, care distribuie energie electrică întreg raionului.

## Administrație și politică

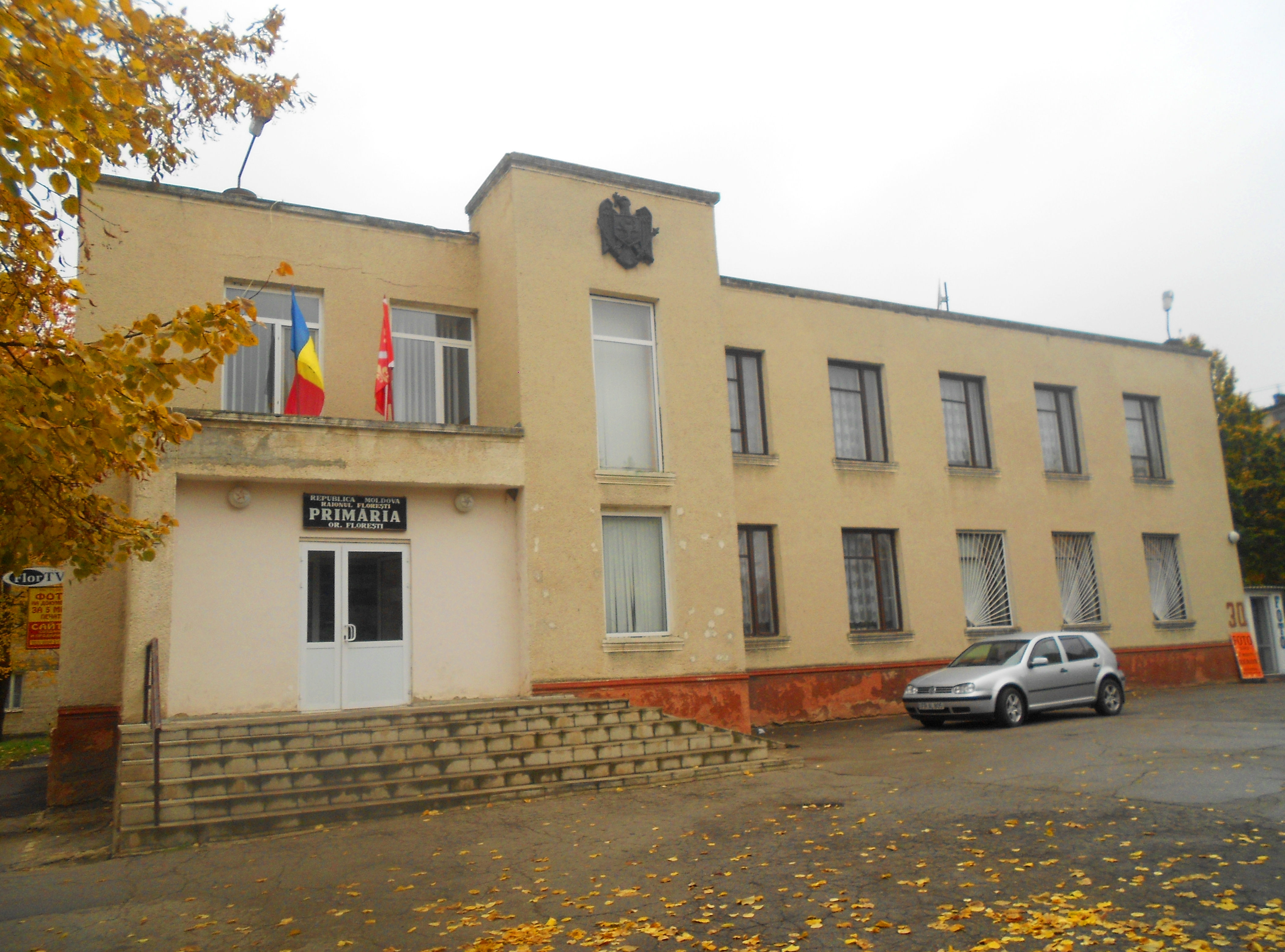
Primăria

Primarul orașului Florești este Iurie Gangan (PSRM), reales în noiembrie 2023.
Componența Consiliului local Florești (23 de consilieri), ales la 5 noiembrie 2023, este următoarea:
|  | Partid                                        | Consilieri | Componență | Componență | Componență | Componență | Componență | Componență | Componență |
|  | --------------------------------------------- | ---------- | ---------- | ---------- | ---------- | ---------- | ---------- | ---------- | ---------- |
|  | Partidul Acțiune și Solidaritate              | 7          |            |            |            |            |            |            |            |
|  | Partidul Socialiștilor din Republica Moldova  | 6          |            |            |            |            |            |            |            |
|  | Partidul Nostru                               | 4          |            |            |            |            |            |            |            |
|  | Partidul Dezvoltării și Consolidării Moldovei | 2          |            |            |            |            |            |            |            |
|  | Candidat independent SERGIU SOCHIRCĂ          | 1          |            |            |            |            |            |            |            |
|  | Platforma Demnitate și Adevăr                 | 1          |            |            |            |            |            |            |            |
|  | Partidul Comuniștilor din Republica Moldova   | 1          |            |            |            |            |            |            |            |
|  | Partidul „Renaștere”                          | 1          |            |            |            |            |            |            |            |

## Educație și sport
În orașul Florești există 4 licee:
1. Liceul Teoretic „Ion Creangă”
2. Liceul Teoretic „Miron Costin”
3. Liceul Teoretic „Mihai Eminescu”
4. Liceul Teoretic „Anton Cehov”

Instituiții de învățământ

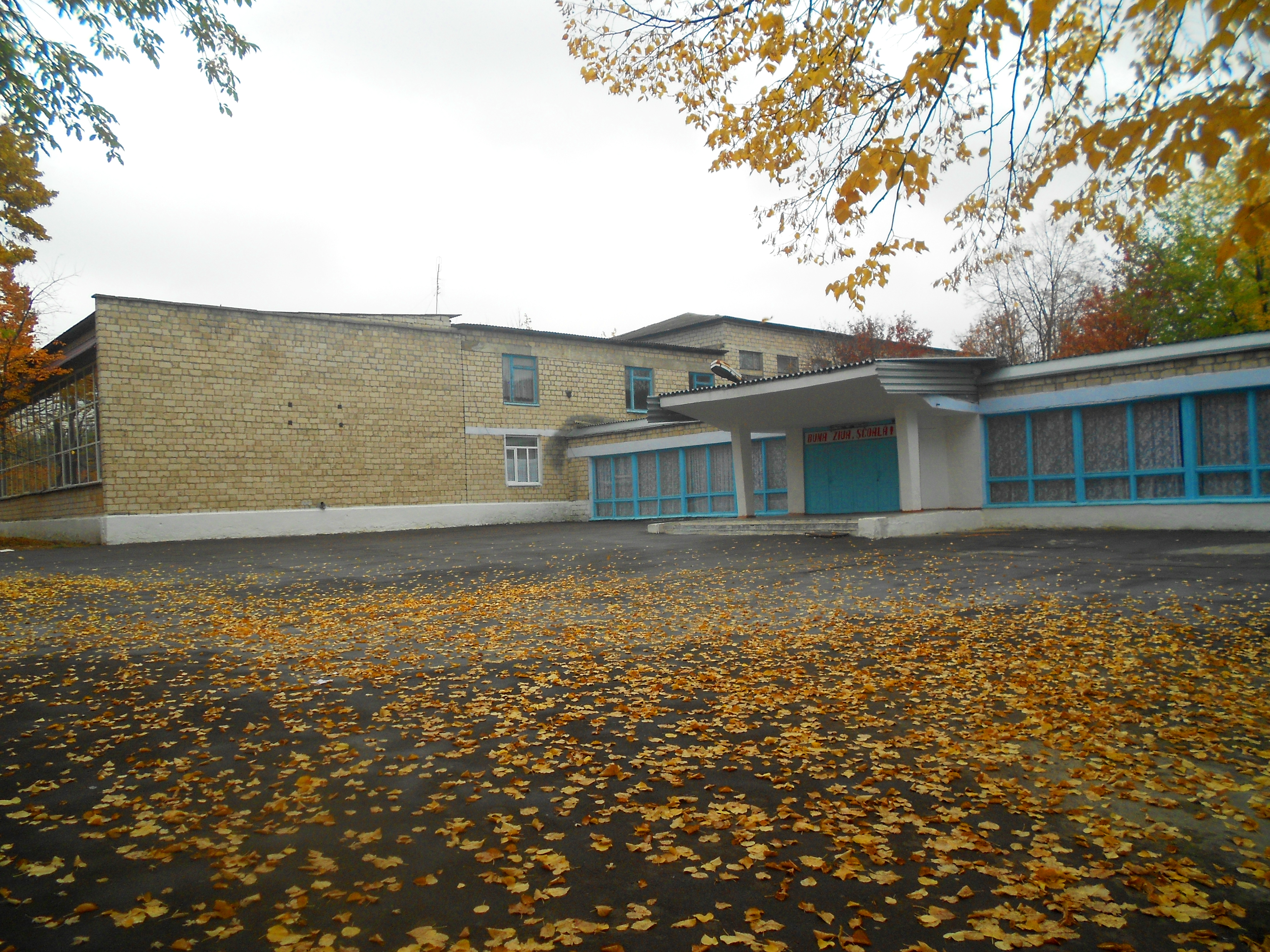
Liceul Teoretic „Miron Costin”
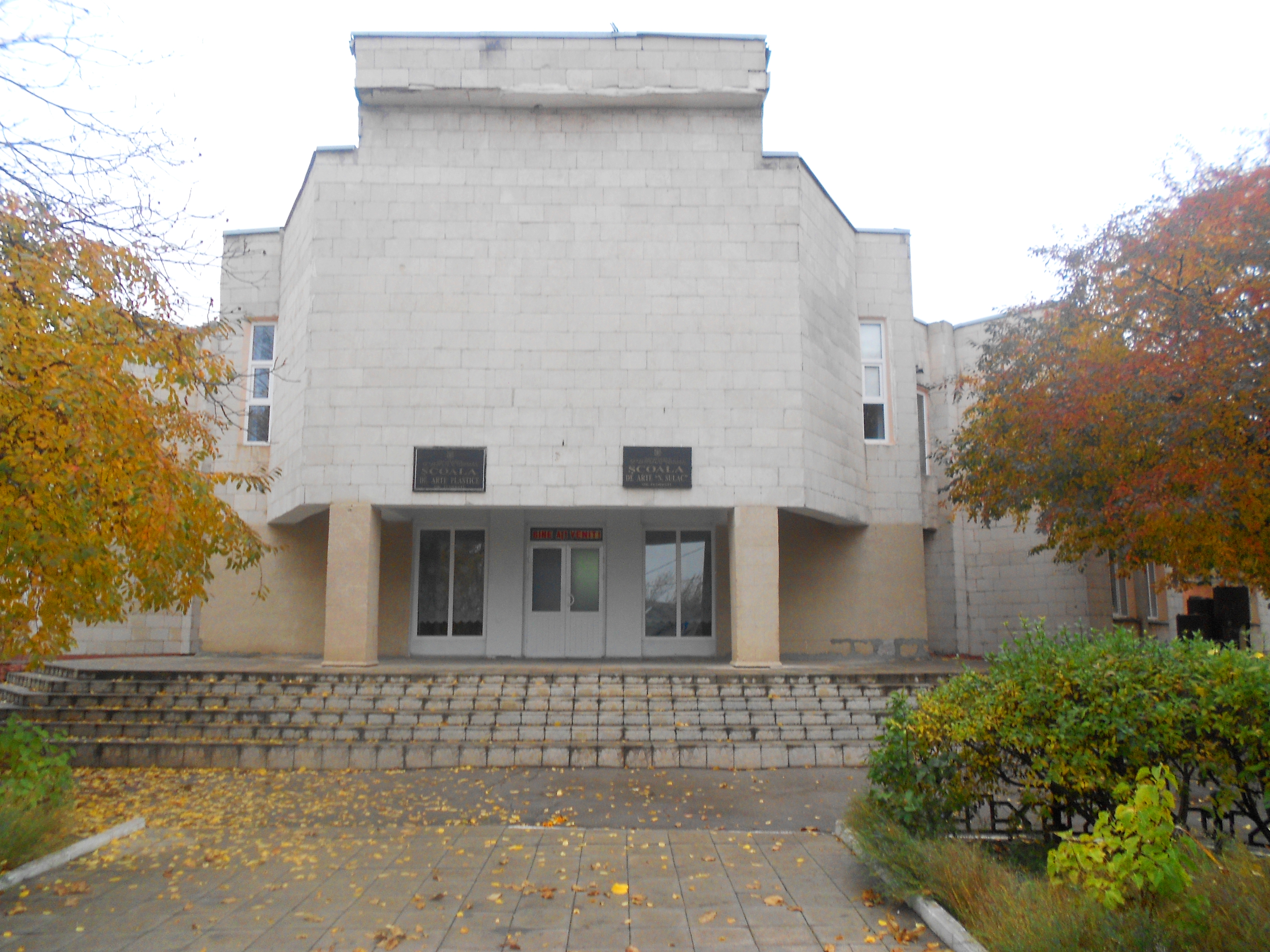
Școala de arte
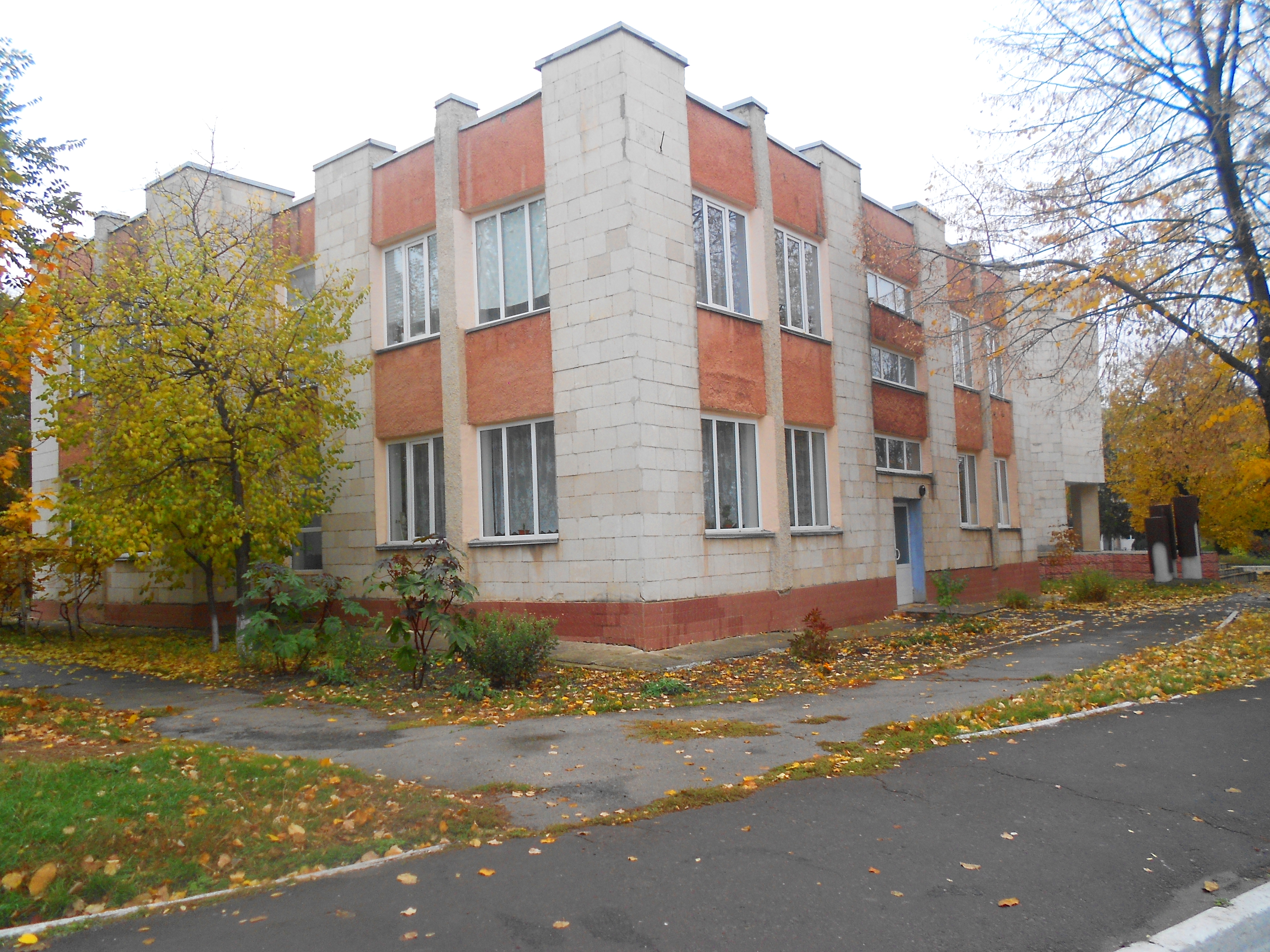
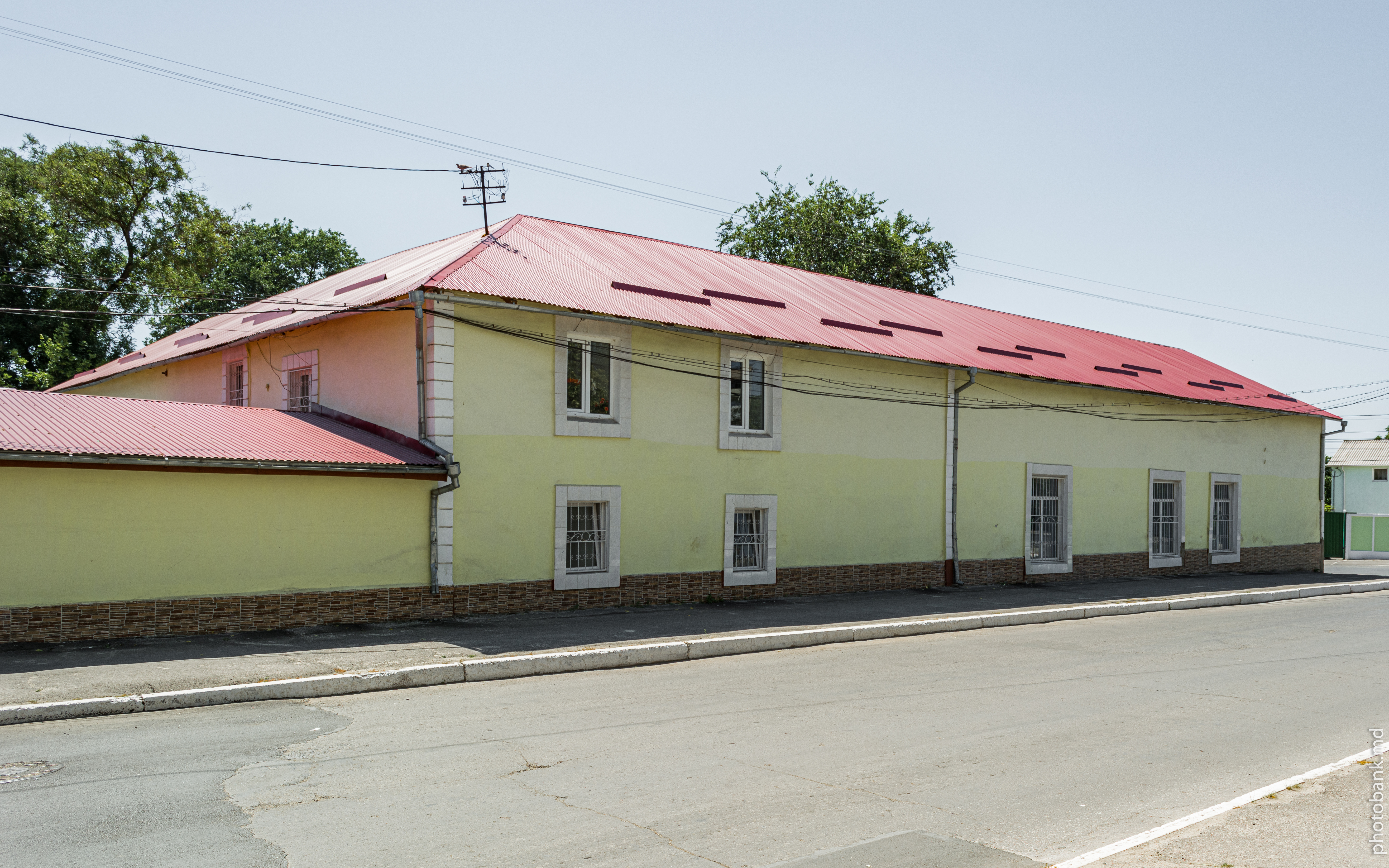
Școala sportivă
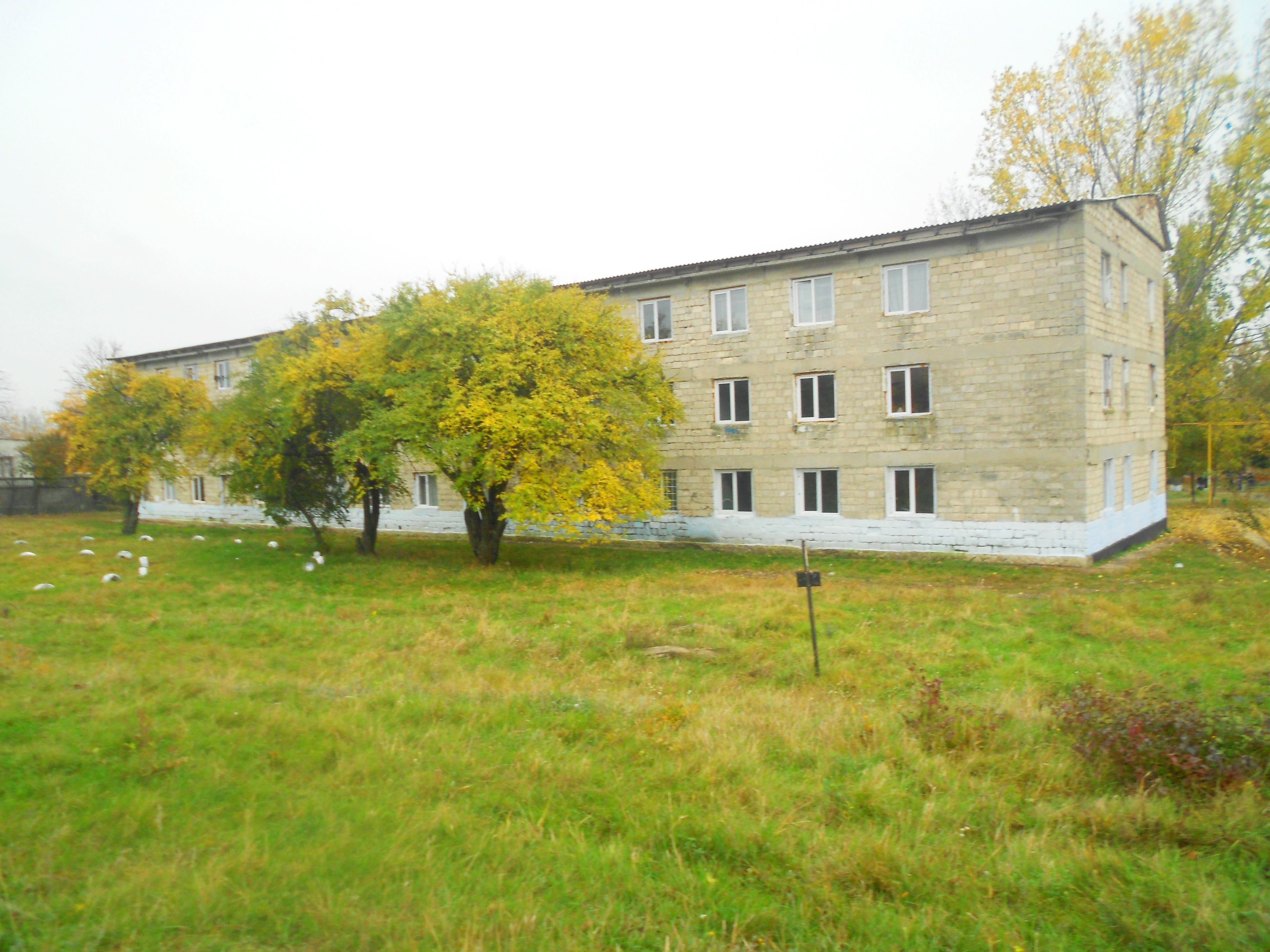
Cămin al școlii profesionale

### Sport

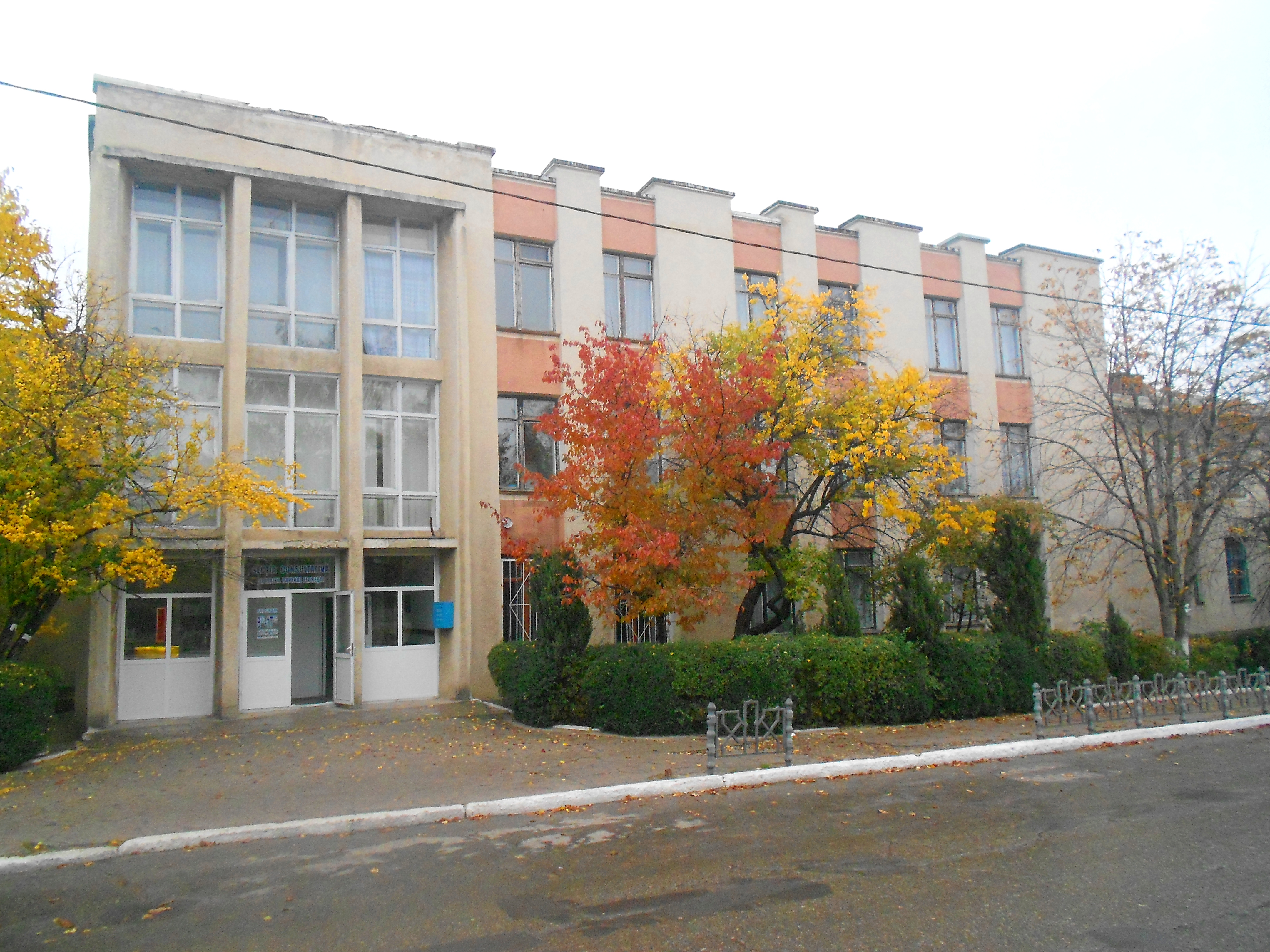
Spitalul raional

Echipa de fotbal FC Florești joacă în Super Liga, prima ligă a fotbalului moldovenesc.
Stadionul Orasenesc este alcatuit din: 
- Teren de fotbal
- Mini-teren de fotbal
- Doua terenuri de basketball
- Teren pentru voley
- Teren pentru tennis
- Traseu pentru alergare de viteza 60 m
- Traseu pentru alergare in distant

Pe lângă astea, mai activează 2 grădinițe de copii, o școală sportivă, școala de arte plastice, școala de muzică „N. Sulac”, și un centru de creație pentru tineri.

## Cultură
În localitate activează Biblioteca publică Orășenească “Ion Creangă” cu filiala de carte românească și Biblioteca publică pentru copii.

## Transport

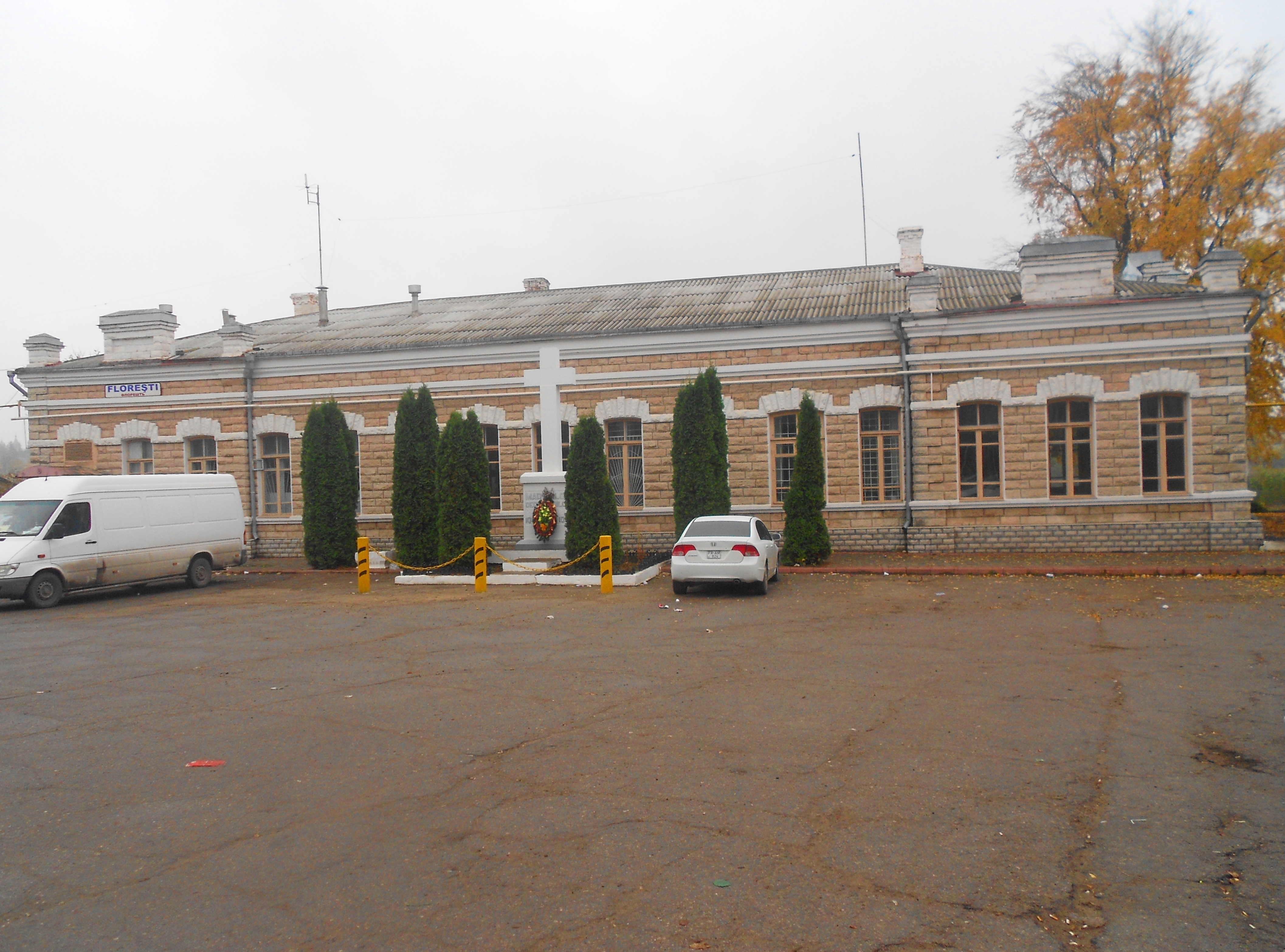
Gara

Floreștii se află pe tronsonul de cale ferată Rîbnița - Bălți, fiind o gară de tranzit a trenului interurban Bălți - Mateuți (raionul Rezina). De-asemenea localitatea este străbătută de drumul national Soroca - Bălți. La o depărtare de 5 km de Florești se află Aeroportul Internațional Mărculești.
Ruta dintre Florești și capitală se realizează prin autobuze și microbuze, puse la dispoziție atât de agenți privați din Chișinău, cât și de BTA-14 din Florești (Blocul de Transport Auto Nr. 14).
Cele mai importante străzi din oraș sunt: 31 August, Ștefan cel Mare, Miron Costin, Mihai Viteazul, Dacia, Mihai Eminescu, Feroviară, Gării și bd. Victoriei.

#### Transport urban
Transportul public urban este reprezentat de 3 rute de microbuze. Până în anii '90 se foloseau autobuze de tip Львів. Cea mai populară rută este nr. 1, care leagă cartierul fabricii de tutun cu centrul și cu spitalul raional. Microbuzele sunt de marca Mercedes E 206, cât și de tip "Sprinter".

## Personalități

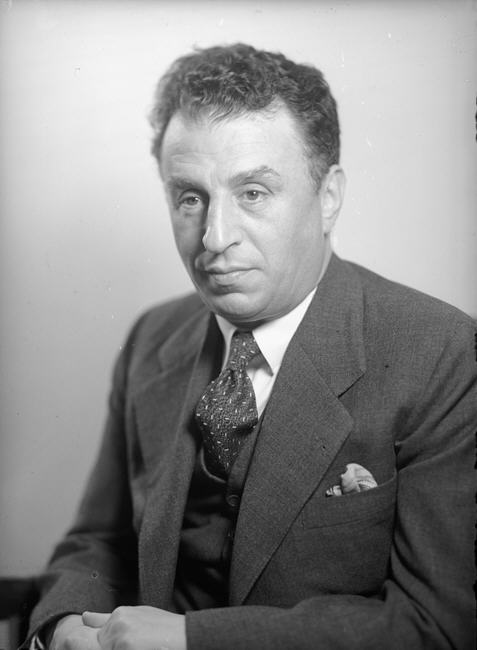
Avraham Granot

### Născuți în Florești
- Avraham Granot (1890–1962), economist și om politic israelian, deputat în Knesset
- Nikolai Paskuțki (1894–1938), om de stat sovietic
- Semion Duhovnîi (1934–2006), artist de operetă și bariton sovietic
- Victor Soțchi-Voinicescu (n. 1945), actor de teatru și film sovietic și moldovean
- Igor Kniazki (n. 1951), istoric sovietic și rus
- Stanislav Pavlovschi (n. 1955), jurist și politician moldovean
- Vitalie Ciobanu (n. 1964), scriitor, romancier, nuvelist, eseist, critic literar și publicist român
- Tudor Ulianovschi (n. 1983), diplomat moldovean, fost ministru al Afacerilor Externe și Integrării Europene
- Adrian Prodan (n. 1987), Jurnalist și Prezentator de televiziune
- Serghei Krîjanovski (n. 1996), jucător profesionist de biliard

## Galerie de imagini

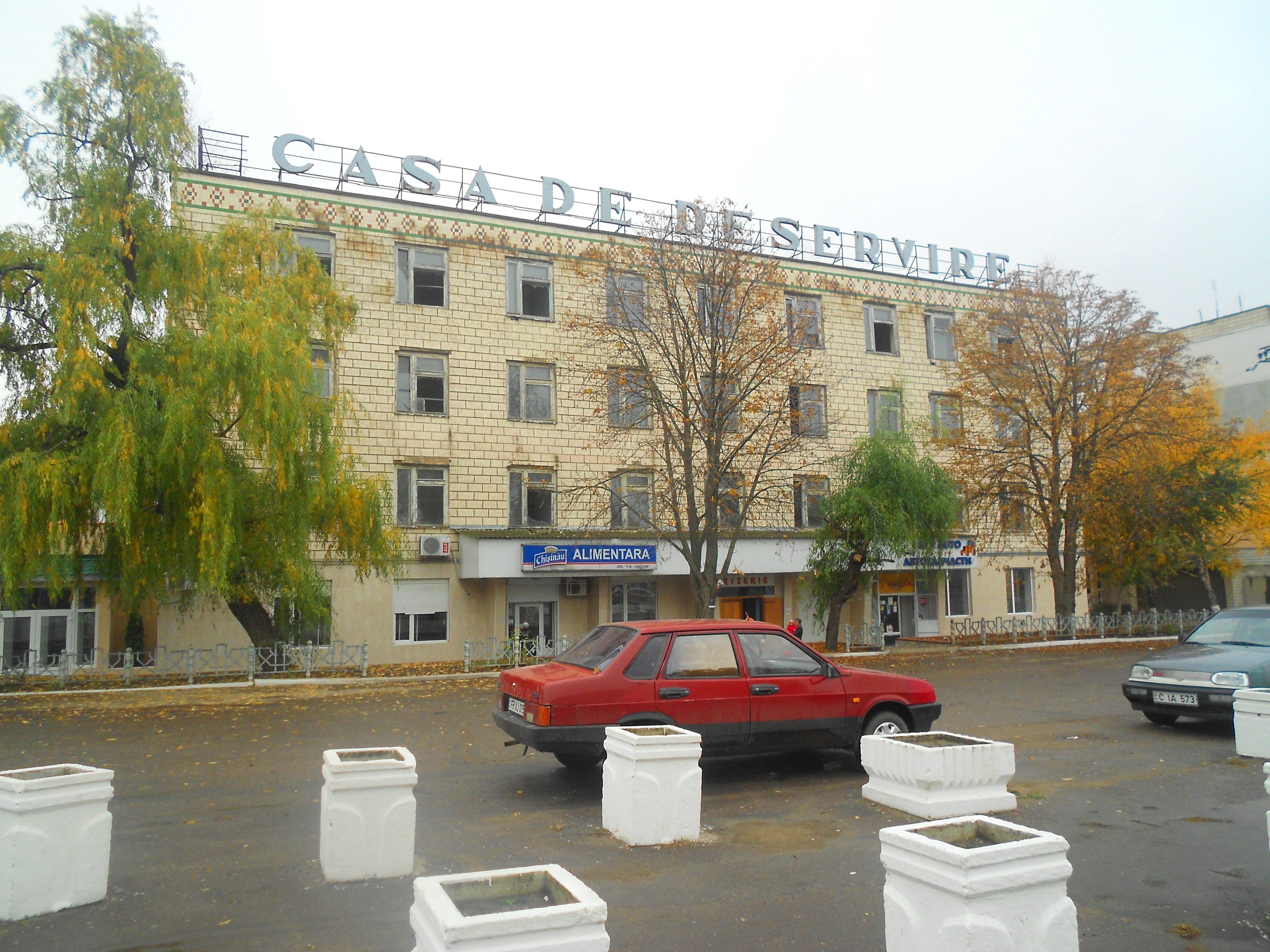
Casa de deservire
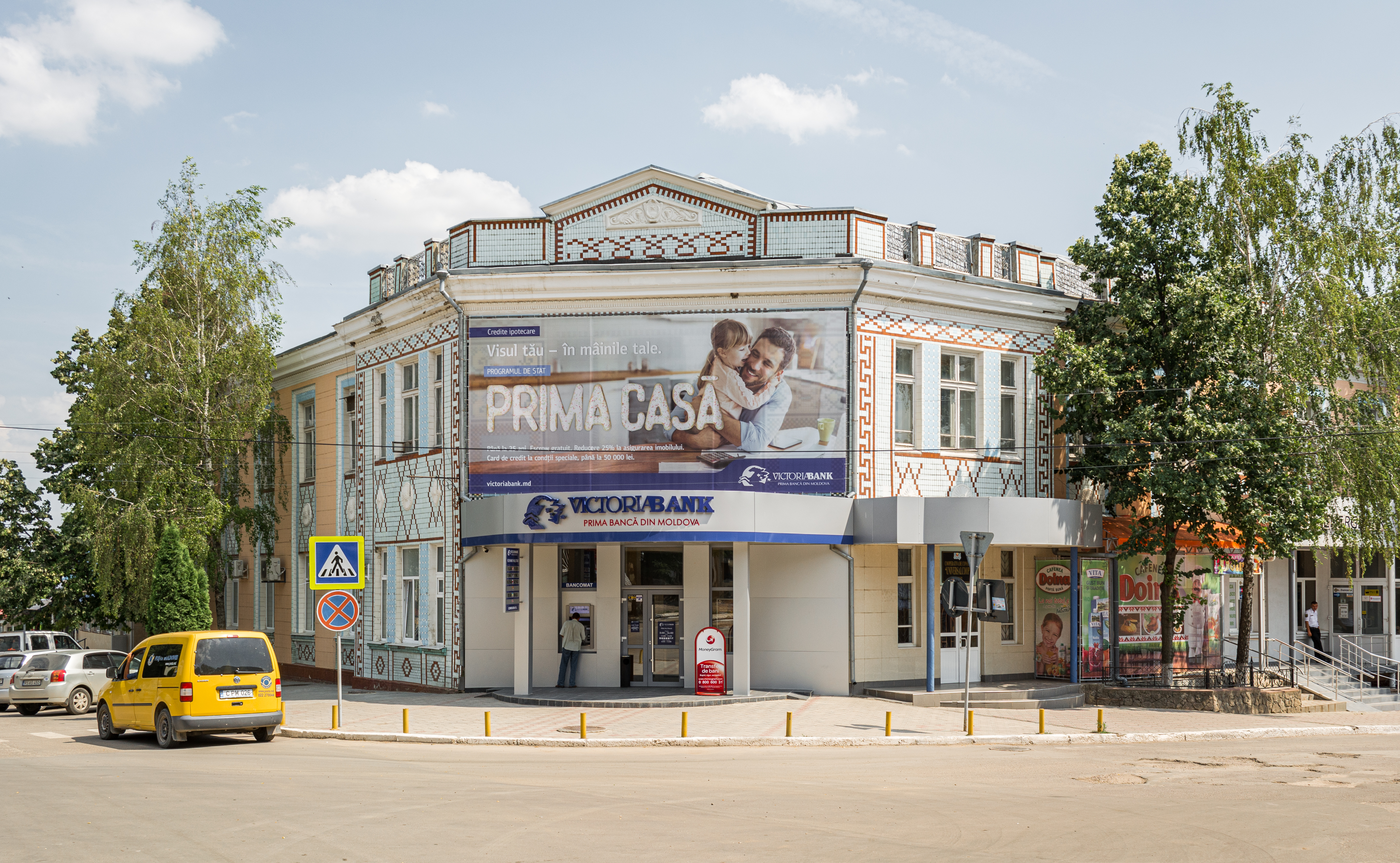
Bancă
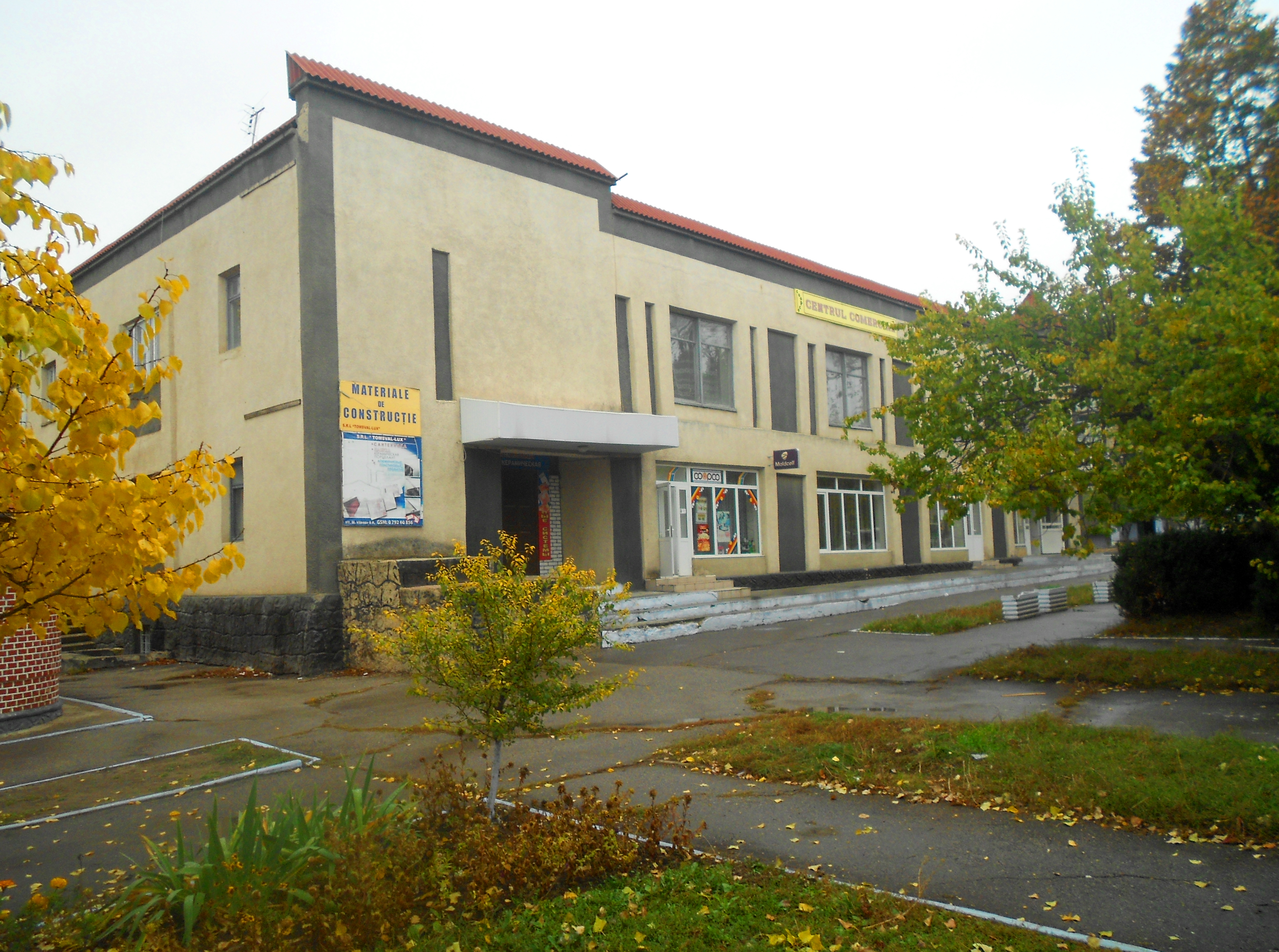
Centru comercial
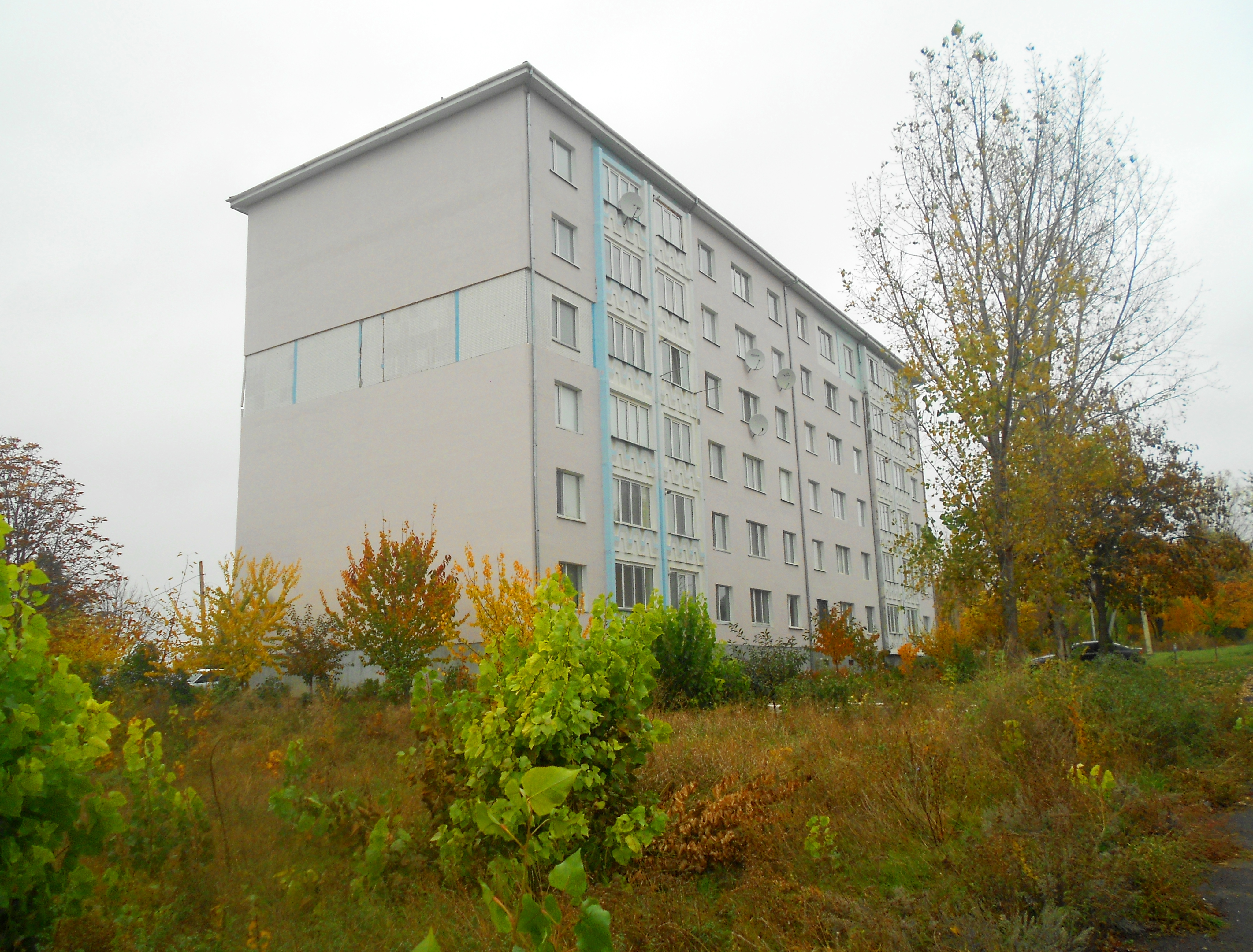
Bloc de locuințe de pe str. Mihai Viteazul
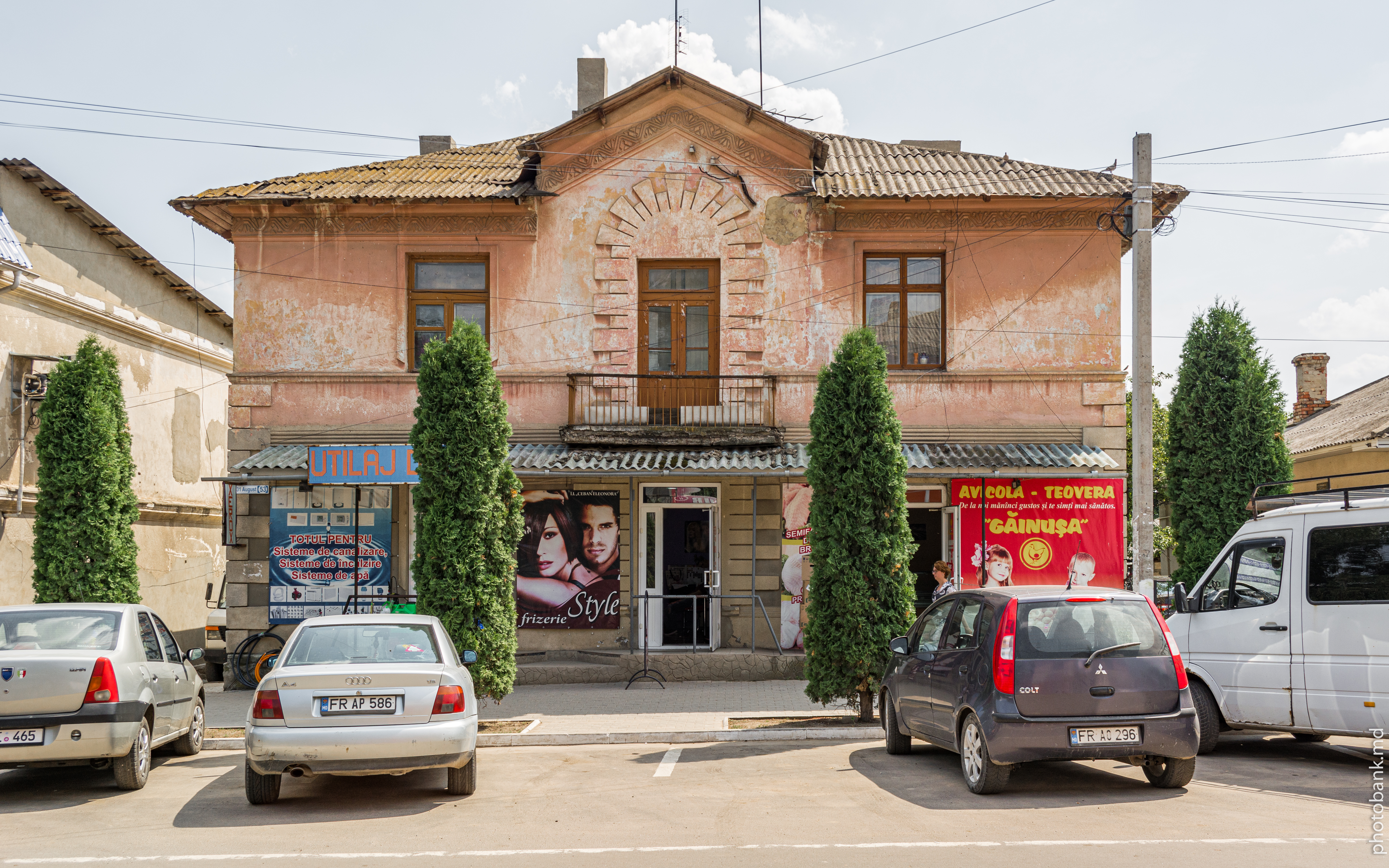
Case de locuit
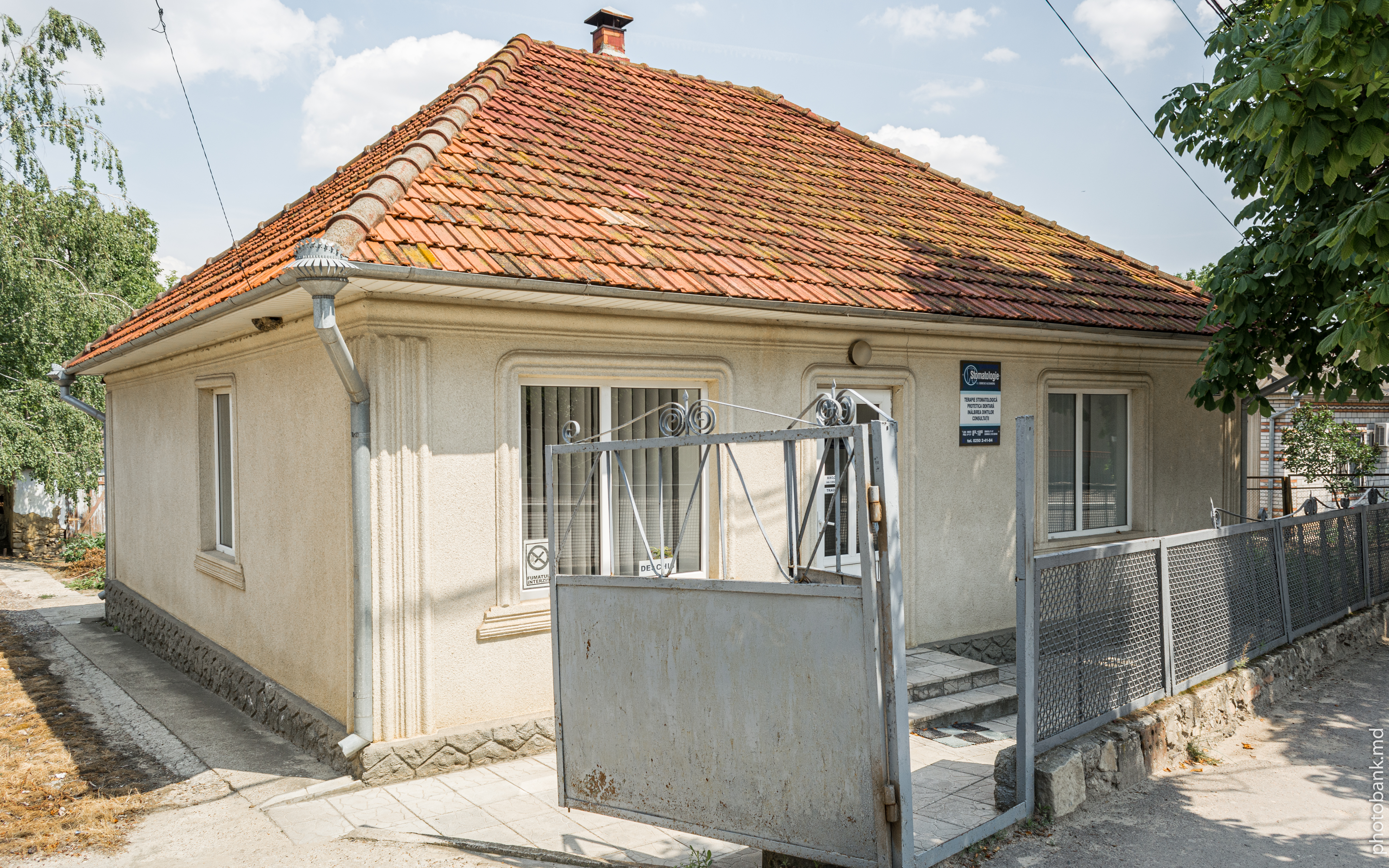
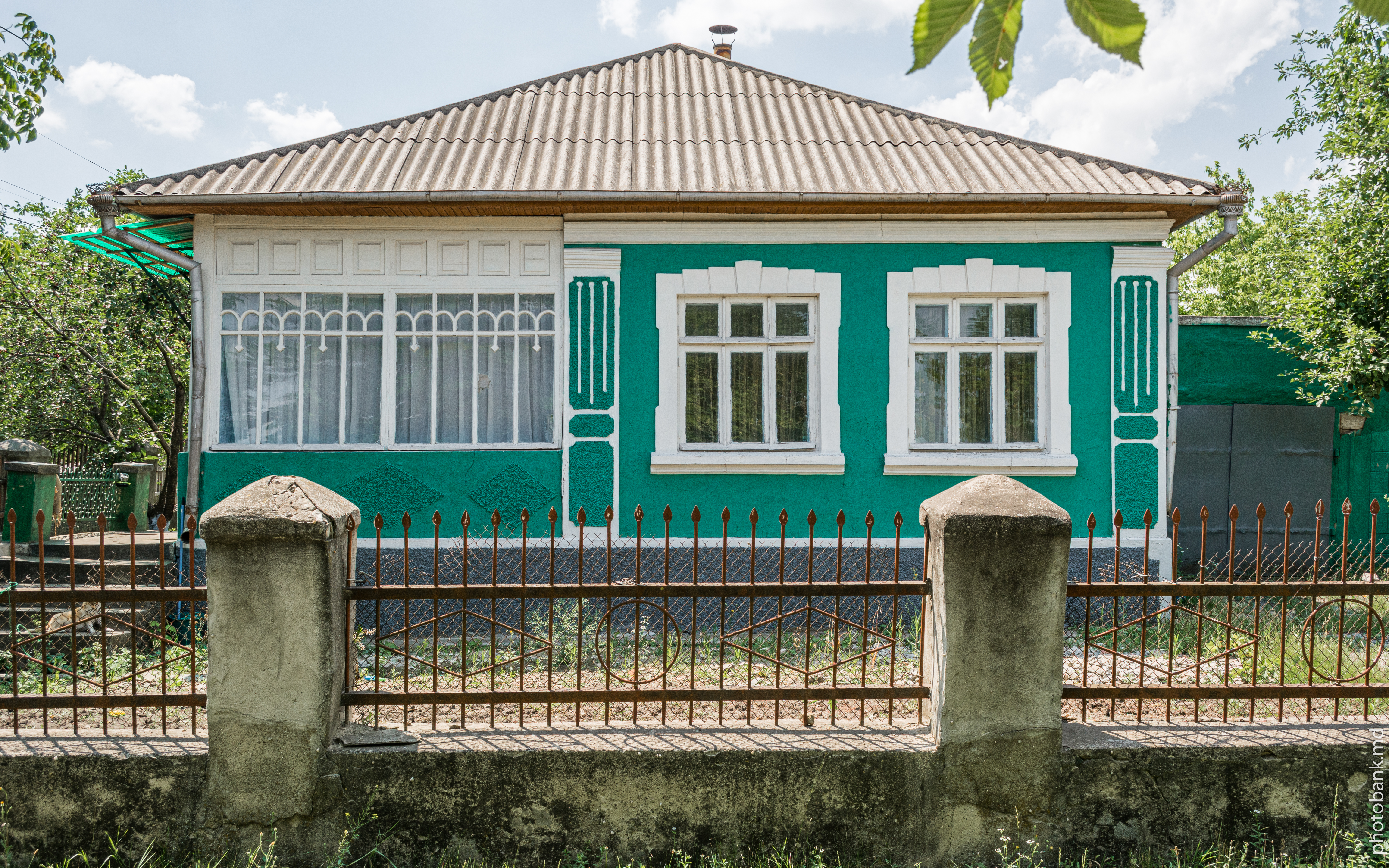
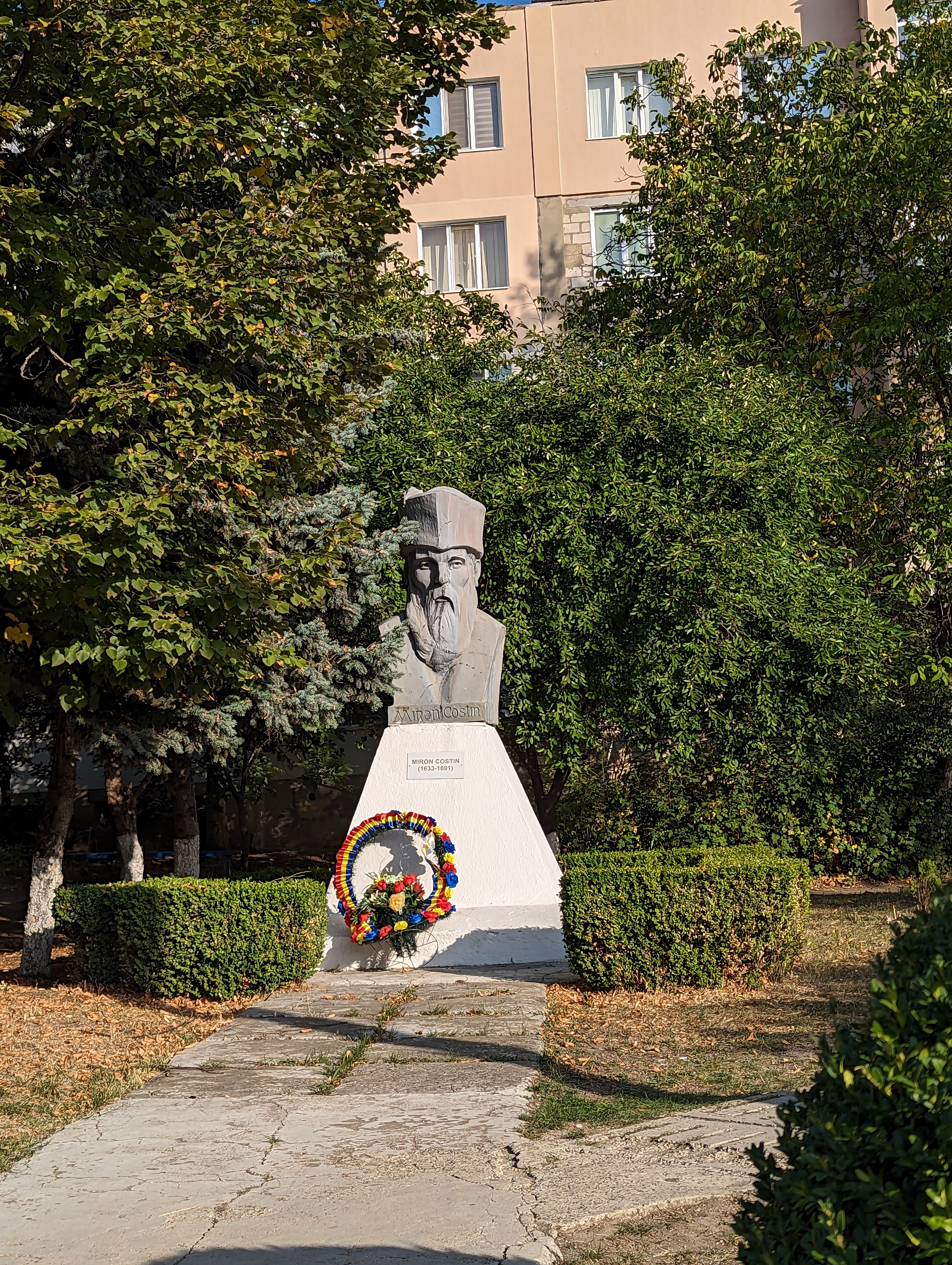
Bustul lui Miron Costin
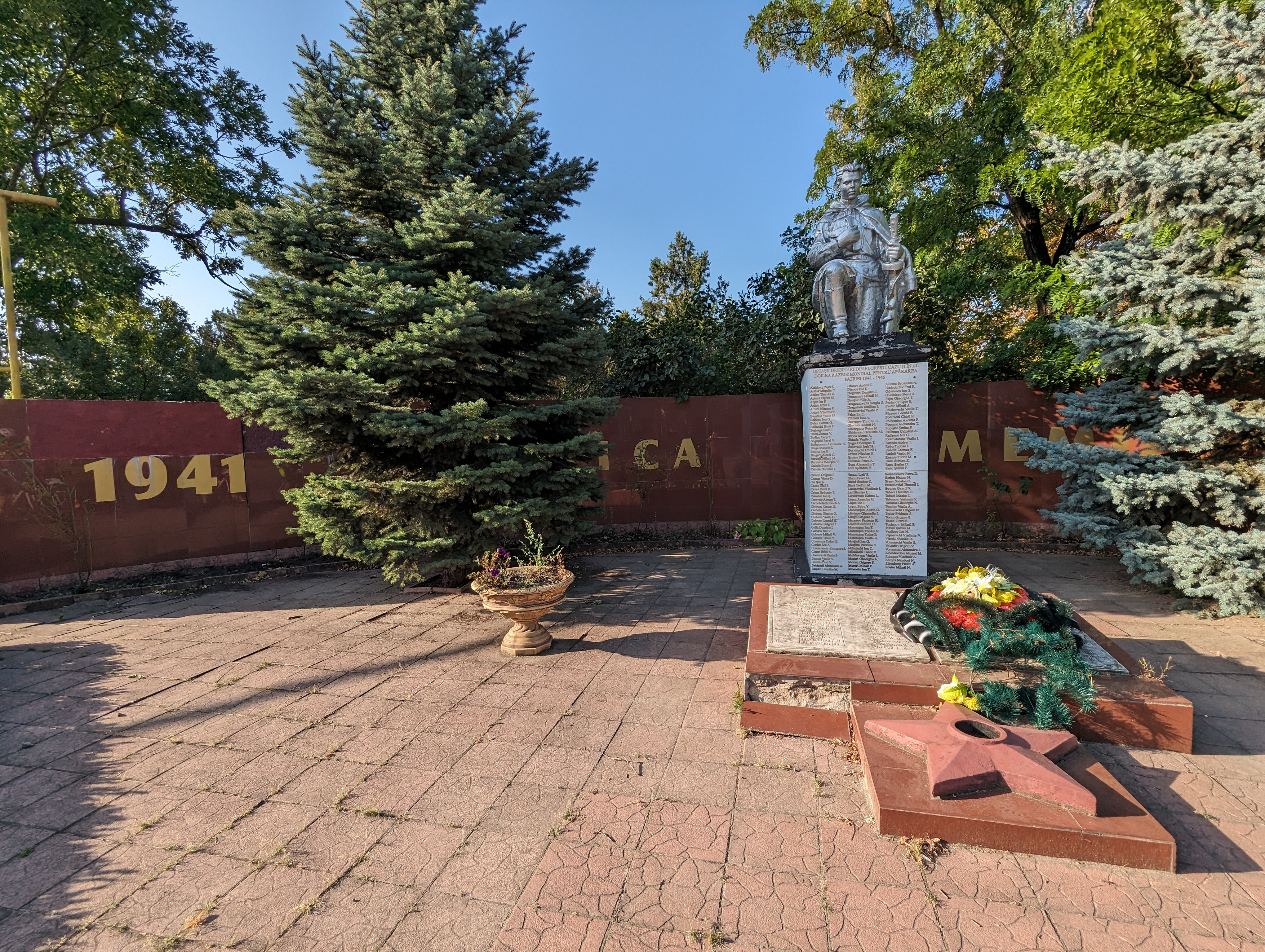
Mormânt comun al 82 ostași căzuți în războiul germano-sovietic
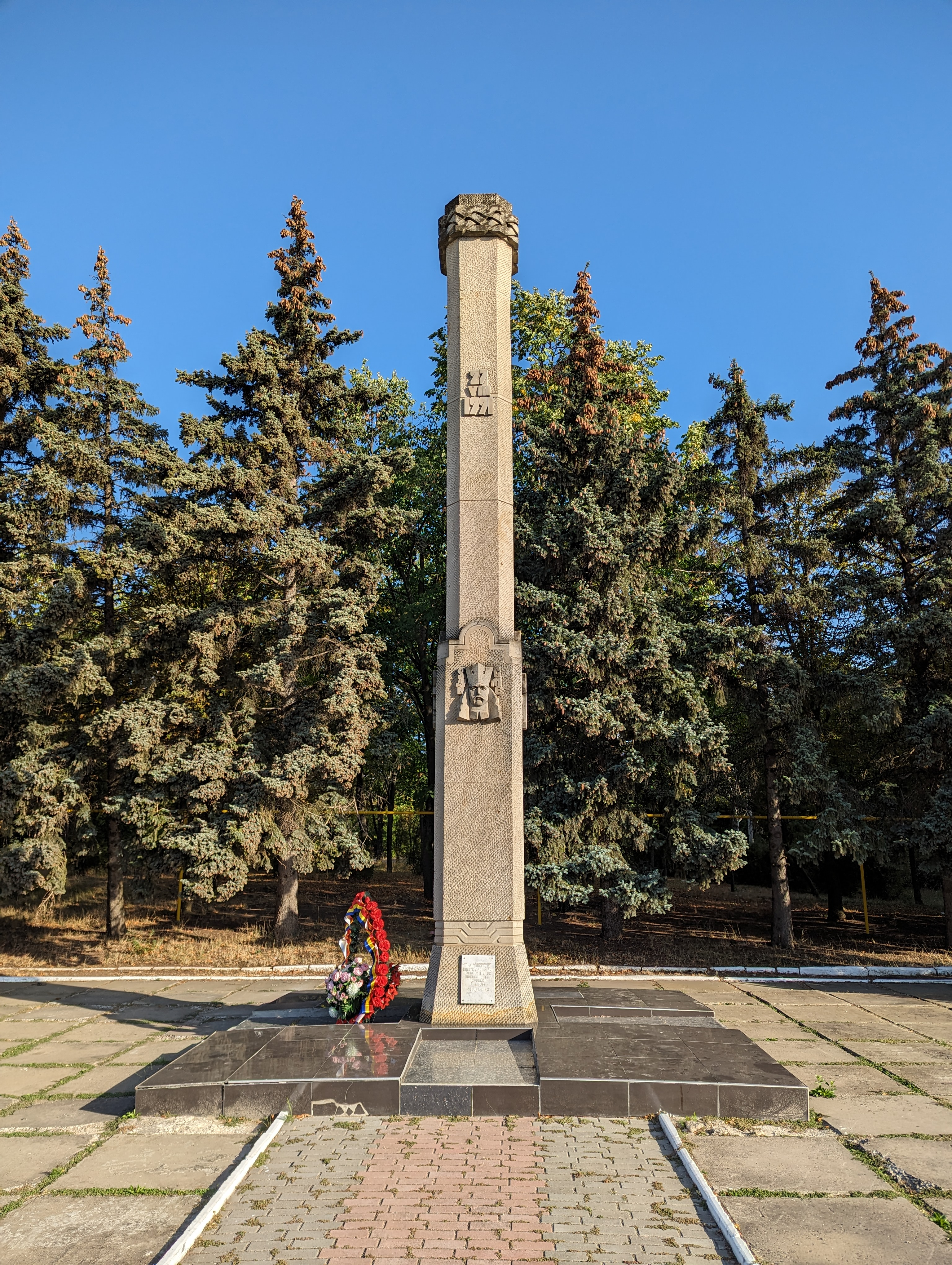